# Kroatië
Kroatië (Kroatisch: Hrvatska, Italiaans: Croazia), officieel Republiek Kroatië (Republika Hrvatska, Repubblica di Croazia), is een land in Zuidoost-Europa. Het grenst aan Slovenië en Hongarije in het noorden, Bosnië en Montenegro in het zuiden en Servië in het oosten. In het westen ligt de Adriatische Zee, waar de Kroatische territoriale wateren grenzen aan die van Italië. Geografisch wordt het zuidelijke deel van Kroatië gezien als onderdeel van het Balkanschiereiland. Het strekt zich uit van de uiterste oostelijke hellingen van de Alpen de Pannonische Vlakte en de Donau in het oosten. Het centrale deel wordt bedekt door de Dinarische Alpen. De hoofdstad is Zagreb, andere belangrijke steden zijn onder meer Split, Osijek, Rijeka, Zadar en Dubrovnik.
De laatste officiële census dateert van september 2021 (3,871,833 inwoners). De Kroaten vormen met circa 91,6% de grootste bevolkingsgroep, de Serviërs de belangrijkste minderheid met 3,2%. Andere minderheden zoals Bosniakken, Hongaren (zie: Hongaarse minderheid in Kroatië), Slovenen, Roma, Tsjechen en Albanezen maken samen ongeveer 5,2% van de bevolking uit.
Kroatië werd een soevereine staat nadat het op 25 juni 1991 zijn onafhankelijkheid uitriep. Vóór de onafhankelijkheidsverklaring maakte Kroatië deel uit van het voormalige Joegoslavië als "Socialistische Republiek Kroatië".
Kroatië heeft de parlementaire republiek als staatsvorm; het is lid van de Europese Unie, de Verenigde Naties, de Raad van Europa, de NAVO, de Wereldhandelsorganisatie en stichtend lid van de Mediterrane Unie. Ook is het land sinds 2023 lid van de Schengenzone.

## Geschiedenis

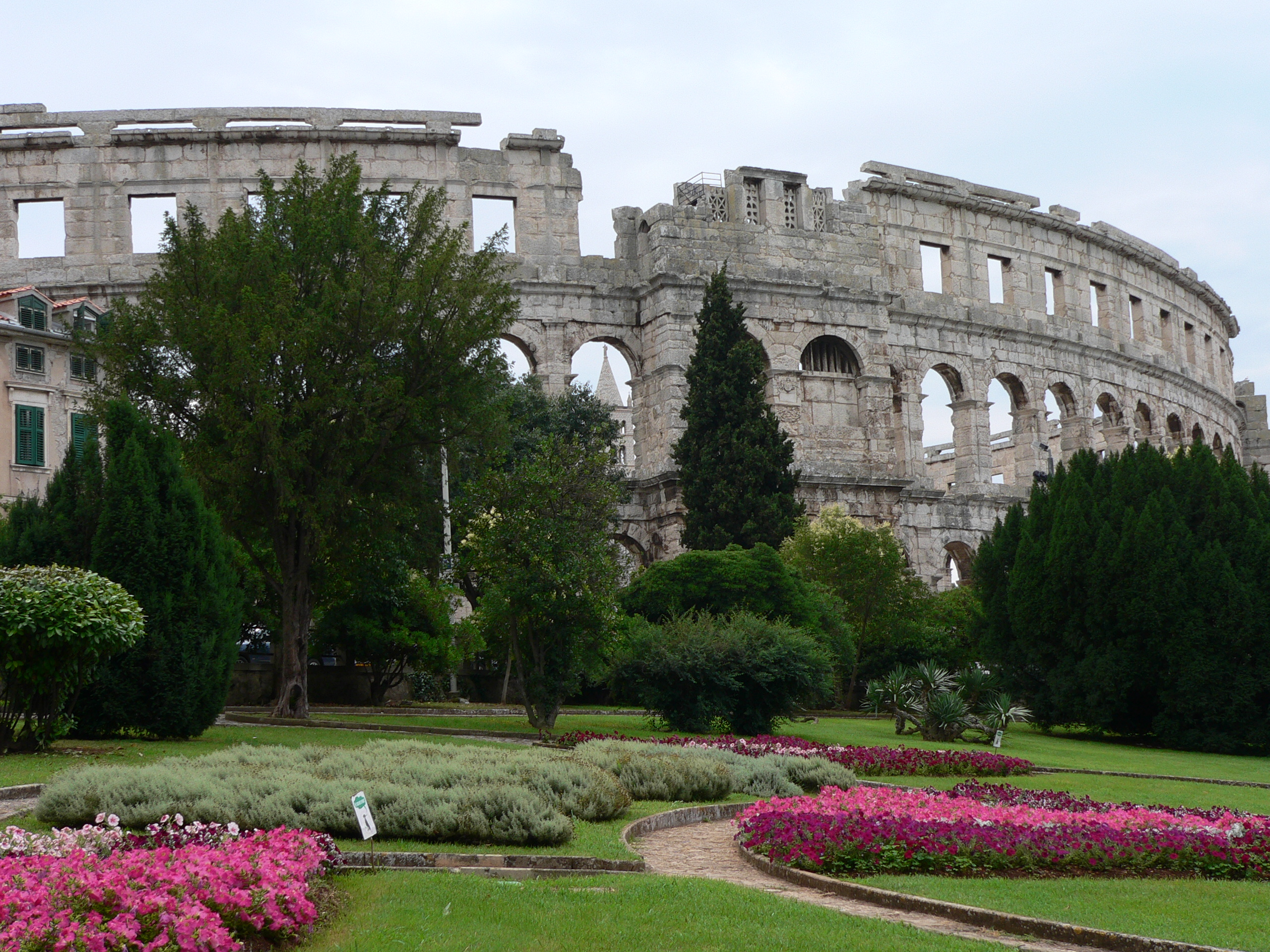
Het amfitheater van Pula

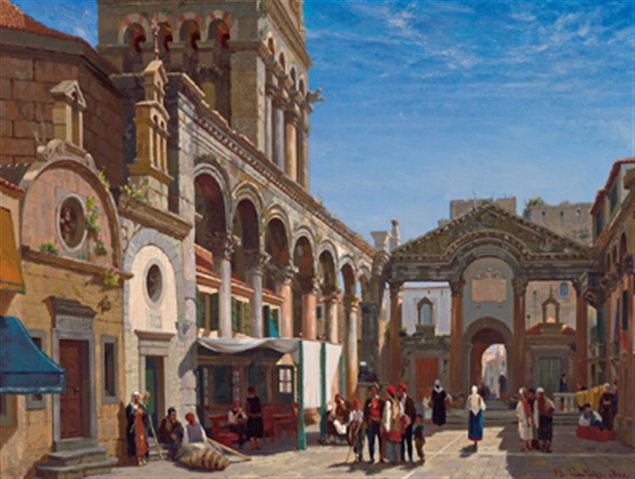
Het Paleis van Diocletianus in Split.

### Vroege geschiedenis
De omvangrijke collecties fossielen van Neanderthalers van circa 130.000 jaar oud, gevonden in het noorden van Kroatië, zijn het bewijs dat het huidige Kroatië al in de prehistorie werd bewoond.
In de klassieke oudheid was Kroatië onderdeel van een gebied dat Illyrië genoemd werd. Illyrië werd in het jaar 168 voor Christus een vazalstaat van het Romeinse Rijk. Keizer Augustus splitste dit gebied vervolgens in de provincies Pannonia en Dalmatia. Istrië was in de bestuurlijke indeling van de Romeinen echter onderdeel van Italia. Twee van de belangrijkste overblijfselen uit de Romeinse tijd zijn het Amfitheater van Pula uit de 1e eeuw en het Paleis van Diocletianus in Split uit het begin van de 4e eeuw.
In de eerste helft van de 7e eeuw werd het gebied geteisterd door invasies van de Avaren, een Turks nomadenvolk. De Romeinen die deze veroveringen overleefden trokken zich terug naar de kust om die beter te kunnen verdedigen. Vervolgens stichtten zij de beroemde stad Dubrovnik.

### Koninkrijk Kroatië
De Kroaten, over wier oorsprong verschillende theorieën bestaan, arriveerden ook in de 7e eeuw in het gebied na Slavische expansie naar de Balkan. Zij organiseerden zich in twee stamhertogdommen, Pannonisch Kroatië en Dalmatisch Kroatië (Primorska Kroatië).

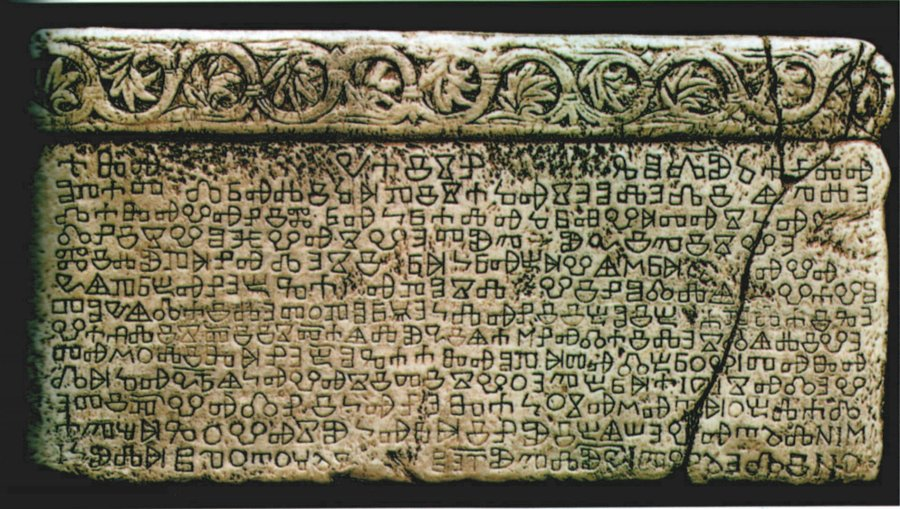
Het oudste bekende voorbeeld van het Glagolitische schrift. Gevonden op het eiland Krk.

Grote delen van de kust hoorden destijds echter nog bij het Byzantijnse Rijk. Hier vanuit werd de kerstening van de Kroaten bewerkstelligd. Hoewel Kroatië in de volgende eeuwen door diverse machten zou worden veroverd, is het koninkrijk tot 1918 formeel blijven bestaan.

### Personele Unie met Hongarije
In de oorlog tegen de Hongaren overleed de laatste Kroatische koning Petar Svačić waardoor in 1091 Ladislaus I van Hongarije de koning van Kroatië werd. Omdat niet iedereen het hiermee eens was leidde het tot een oorlog van 10 jaar met Hongarije, die werd beëindigd met een verdrag. Hierin werd beloofd dat Kroatië niet zou worden gekoloniseerd door Hongaren, werd zelfbestuur onder een Ban gegeven en werd een eigen koninkrijk met zijn eigen rechten en privileges toegestaan.
Vanaf 1433 werd Kroatië geteisterd door Osmaans-Turkse invasies vanuit het zuiden. In 1526 de Slag bij Mohács kwam de Hongaarse koning Lodewijk II om, waardoor vervolgens de Kroaten de Habsburgers als de nieuwe leiders van het Koninkrijk Kroatië kozen. Het koninkrijk moest vervolgens troepen leveren tegen de islamitische overheersers en bleef door de Osmaanse veroveringen erg klein.

### Osmaanse Rijk

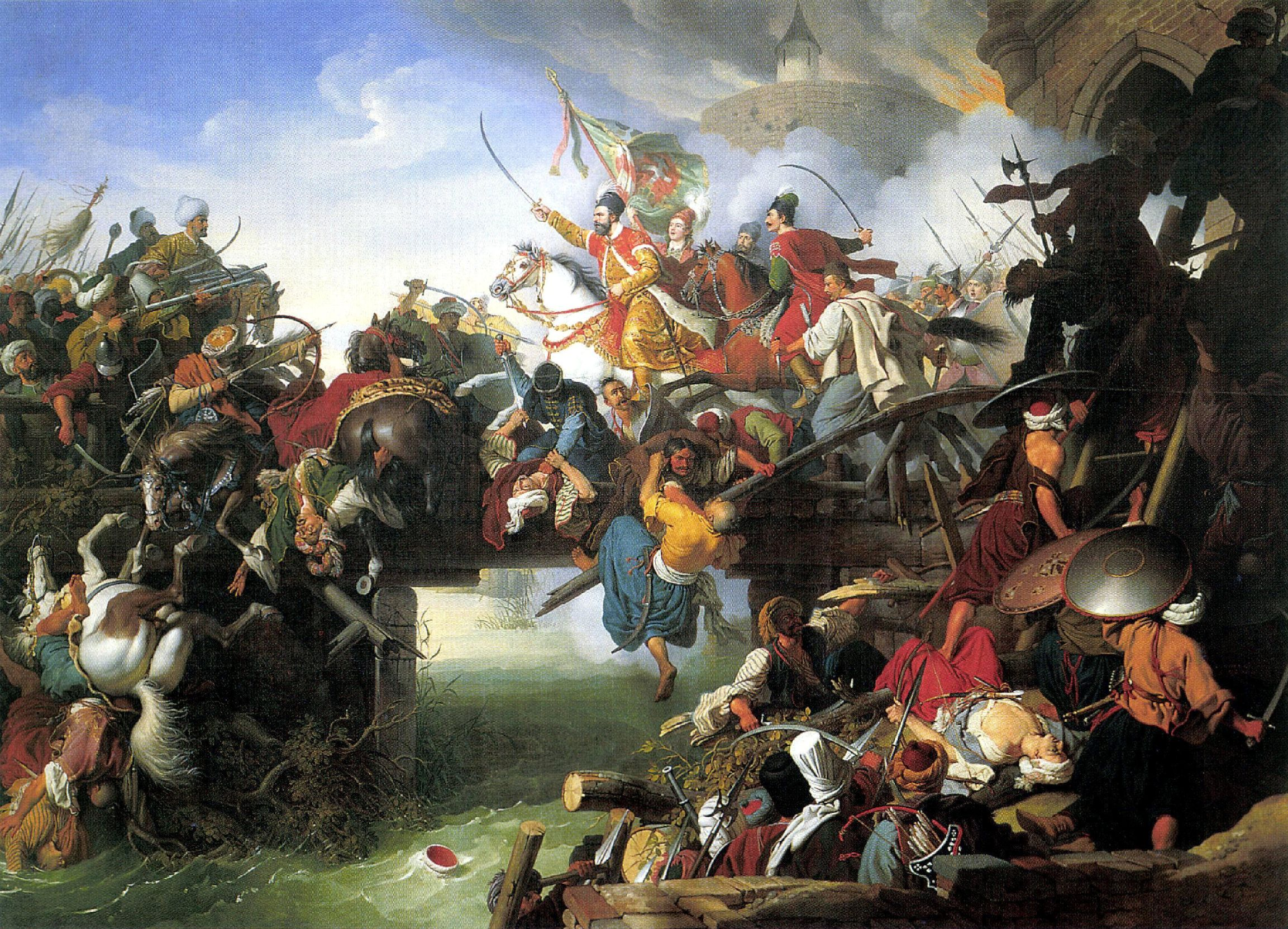
Beleg van Szigetvár, 1566

Grote delen van Kroatië werden onderdeel van het Turkse Rijk, die werden opgedeeld in sanjaks. Deze sanjaks waren op hun beurt weer onderdeel van de Bosnische pasjaluk met als hoofdstad afwisselend Sarajevo, Travnik en Banja Luka.
Gedurende de Grote Turkse Oorlog werden Slavonië en andere delen van het Kroatische binnenland heroverd. De grens was echter onstabiel en grote delen, waaronder Bosnië, bleven onder Turkse heerschappij.
In de 17e en 18e eeuw ontstond de Kroatische Krajina, militaire districten tegen de Turkse bedreiging. In 1717 werd het laatste Turkse gebied in het Dalmatische achterland met de plaats Imotski veroverd door de Venetianen, die al eeuwenlang onderdelen van de kust bezaten. De term Turks Kroatië werd echter gebruikt door de Osmaanse en westerse kaartenmakers om de Bosnische Krajina aan te duiden.

### Oostenrijk-Hongarije en Franse bezetting
De Habsburgse heerschappij bleek een efficiënt middel te zijn tegen de oprukkende Ottomanen en tegen het einde van de 18e eeuw was het grootste deel van Kroatië niet meer in handen van de Turken. Dalmatië was destijds echter in handen van de Venetianen.
Aan het eind van de 18e eeuw waren de Kroatische vorsten de Franse Revolutie vijandig gezind. Na een korte overheersing van de Franse keizer Napoleon werd in 1815 heel Kroatië deel van het Habsburgse rijk. Onder de Fransen is een eind gekomen aan de republiek Ragusa (Dubrovnik). Deze republiek leefde van de handel en werd beschermd door de Habsburgers en de Osmanen tot 1808 toen het een onderdeel werd van de Franse Illyrische Provincies.

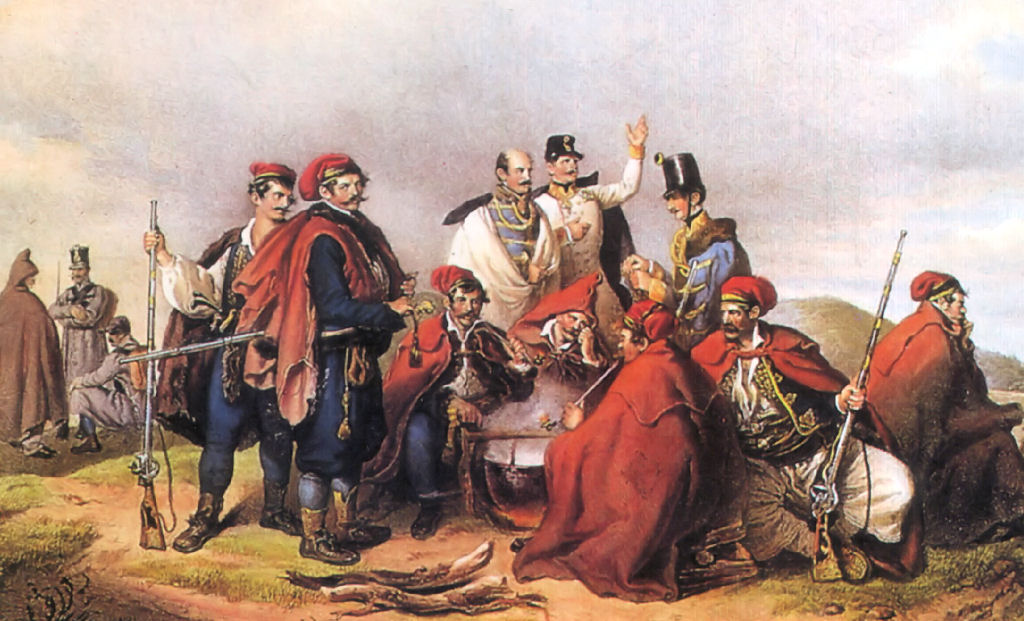
Josip Jelačić, 1848

In 1868 werden het koninkrijk Kroatië en Slavonië verenigd en na de annexatie van Bosnië en Herzegovina leefden de Kroaten weer in een staatkundige eenheid. Na de annexatie werden de militaire frontlinies in de krajina's afgeschaft. Gedurende de Oostenrijks-Hongaarse overheersing was Kroatië verdeeld: zo vielen het koninkrijk Kroatië en Slavonië onder Hongarije en het koninkrijk Dalmatië (inclusief de Baai van Kotor) en Istrië (onderdeel van het Küstenland) vielen onder Oostenrijk.

### 1e Joegoslavië
Na het verlies van de centrale mogendheden, waaronder Oostenrijk-Hongarije in de Eerste Wereldoorlog verklaarde de Sabor op 29 oktober 1918 zich onafhankelijk, om vervolgens de Staat der Slovenen, Kroaten en Serven op te richten.
Op 1 december 1918 werd de staat verenigd met het koninkrijk Servië en Montenegro. Dit werd het koninkrijk der Serviërs, Kroaten en Slovenen, dat in 1929 werd omgedoopt tot koninkrijk Joegoslavië met koning Alexander I als staatshoofd. Vanaf dat moment was het land een dictatuur waarin de Serviërs domineerden. In 1934 werd deze koning door middel van een samenzwering van de Binnenlandse Macedonische Revolutionaire Organisatie en de Kroatische Ustašabeweging in Marseille vermoord.

### Tweede Wereldoorlog
In 1941 werd Joegoslavië vanuit diverse windrichtingen aangevallen door nazi-Duitsland, Italië en hun bondgenoten. Het koninklijke leger werd in 10 dagen verslagen en Kroatië werd met Bosnië en Herzegovina en Syrmië verenigd in de Onafhankelijke Staat Kroatië, een fascistische vazalstaat onder de Ustaša's van Ante Pavelić, die zich hoofdzakelijk richtte op de Servische bevolking. In Kroatië werden gedurende de Tweede Wereldoorlog 250.000 tot 500.000 Serviërs omgebracht.

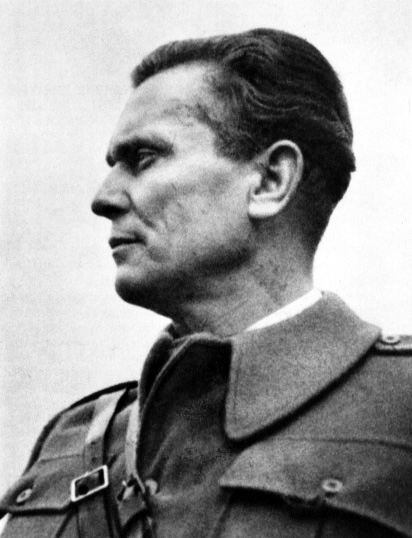
De Kroatisch-Sloveense partizanenleider Tito, voormalig president en stichter van de Socialistische Federale Republiek Joegoslavië.

Het brute regime van Pavelić genoot weinig populariteit onder de bevolking. Veel Kroaten steunden daarom de Joegoslavische Partizanen onder Josip Broz Tito, die Joegoslavië uiteindelijk bevrijdden van de Asmogendheden. Na de bevrijding werd er afgerekend met de Ustaša's. Het bekendste voorbeeld hiervan is het Bloedbad van Bleiburg, waarbij duizenden Kroaten, onder wie ook duizenden moslims, werden vermoord.

### 2e Joegoslavië
Na de overwinningen van de communistische partizanen werd het Joegoslavië van voor de oorlog weer herenigd. Dit keer echter met een communistisch regime onder Tito, waarin Kroatië een deelrepubliek werd. Tito slaagde erin de volkeren van Joegoslavië bijeen te houden door middel van het onderdrukken van nationalisme. Een voorbeeld hiervan is het neerslaan van de Kroatische Lente begin jaren zeventig. Enkele gearresteerde Kroatische emigranten afkomstig uit Australië, die naar Joegoslavië zouden zijn teruggekeerd om daar het federale gezag te ondermijnen, werden in 1973 ter dood veroordeeld en geëxecuteerd wegens terrorisme.

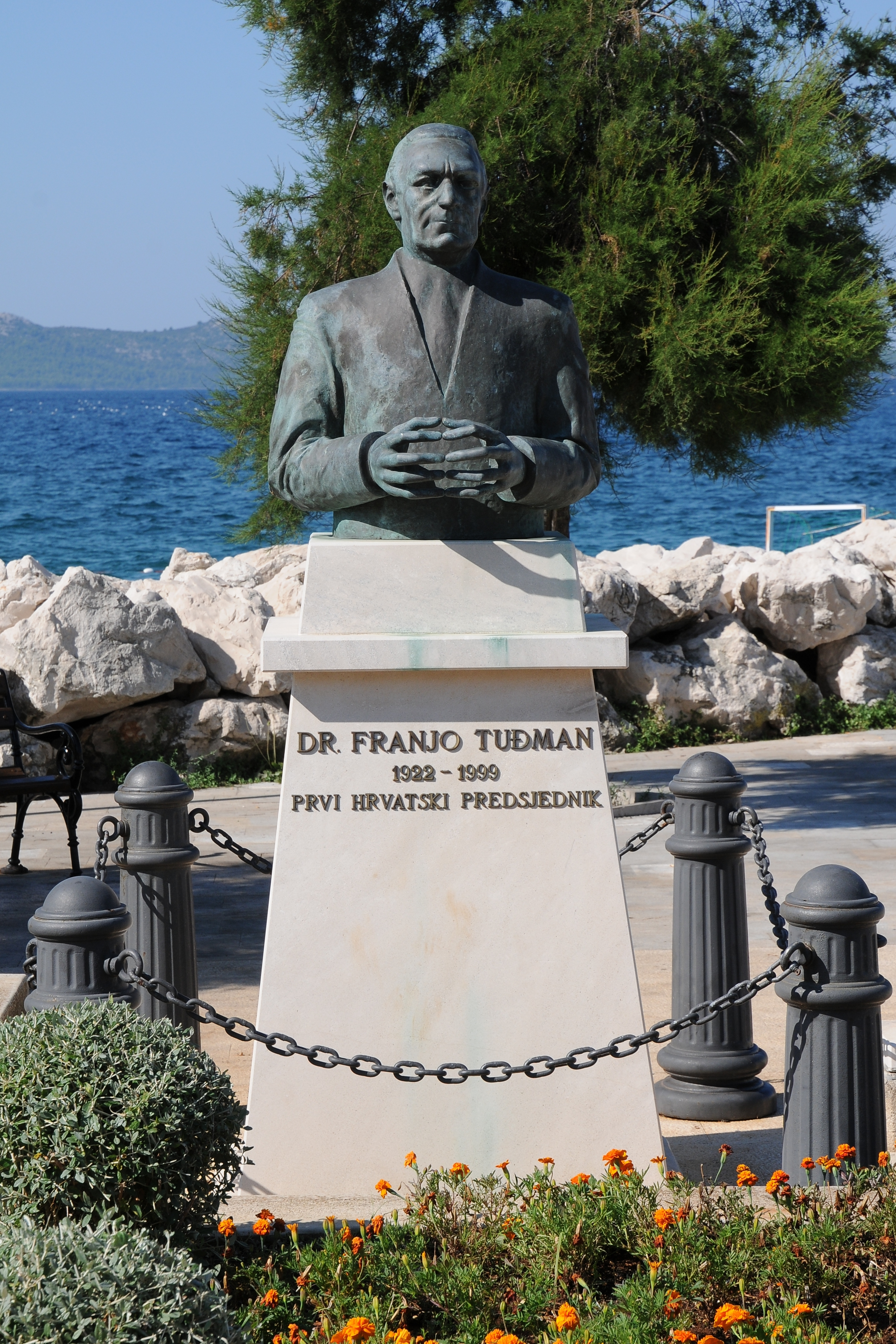
Dr. Franjo Tudjman, de eerste president van de republiek Kroatië.

Onder het milde communisme van maarschalk Tito werd Kroatië een geliefde bestemming voor toeristen. Toen Tito in 1980 overleed leefde het nationalisme van de bevolkingsgroepen op en begonnen de Kroaten meer autonomie en later onafhankelijkheid na te streven.

### Republiek Kroatië
Op 25 juni 1991 verklaarde Kroatië zich, tegelijk met Slovenië, onafhankelijk. Dit gebeurde onder president Franjo Tudjman, die in 1990 bij de eerste democratische verkiezingen sinds de Tweede Wereldoorlog werd gekozen als president van Kroatië.
Het federale nationale leger van Joegoslavië, het Joegoslavisch Volksleger JNA, dat voor het grootste deel alleen nog uit Serviërs en Montenegrijnen bestond, accepteerde dit niet en viel Kroatië binnen. Dit leger, dat vanuit Belgrado werd geleid, streefde steeds meer een Groot-Servië na en wilde de 650.000 Serviërs, die in de Krajina's woonden, bij overig 'Joegoslavië' voegen.
De Kroatische Serviërs hadden al in 1991 de republiek Servisch Krajina uitgeroepen, waardoor Kroatië over een derde van zijn grondgebied geen gezag meer had. Hier maakte het offensief van generaal Ante Gotovina een einde aan. In Operatie Storm veroverde hij grote delen van de Krajina wat resulteerde in een massale exodus van Serviërs.
Kroatië is op 25 april 1996 lid van de Raad van Europa geworden en is sinds 1 april 2009 lid van de NAVO. Het land heeft zich sinds de onafhankelijkheid economisch ontwikkeld, werd in 2004 officieel kandidaat-lid van de Europese Unie en werd op 1 juli 2013 als tweede land van het voormalige Joegoslavië en als 28e lidstaat lid van de EU. Kroatië behoort tot de Schengenlanden. Het land werd op 9 december 2022 lid van de Eurogroep. Er werd nog tot 1 januari 2023 met de kuna betaald, toen voerde Kroatië de euro in.

## Geografie

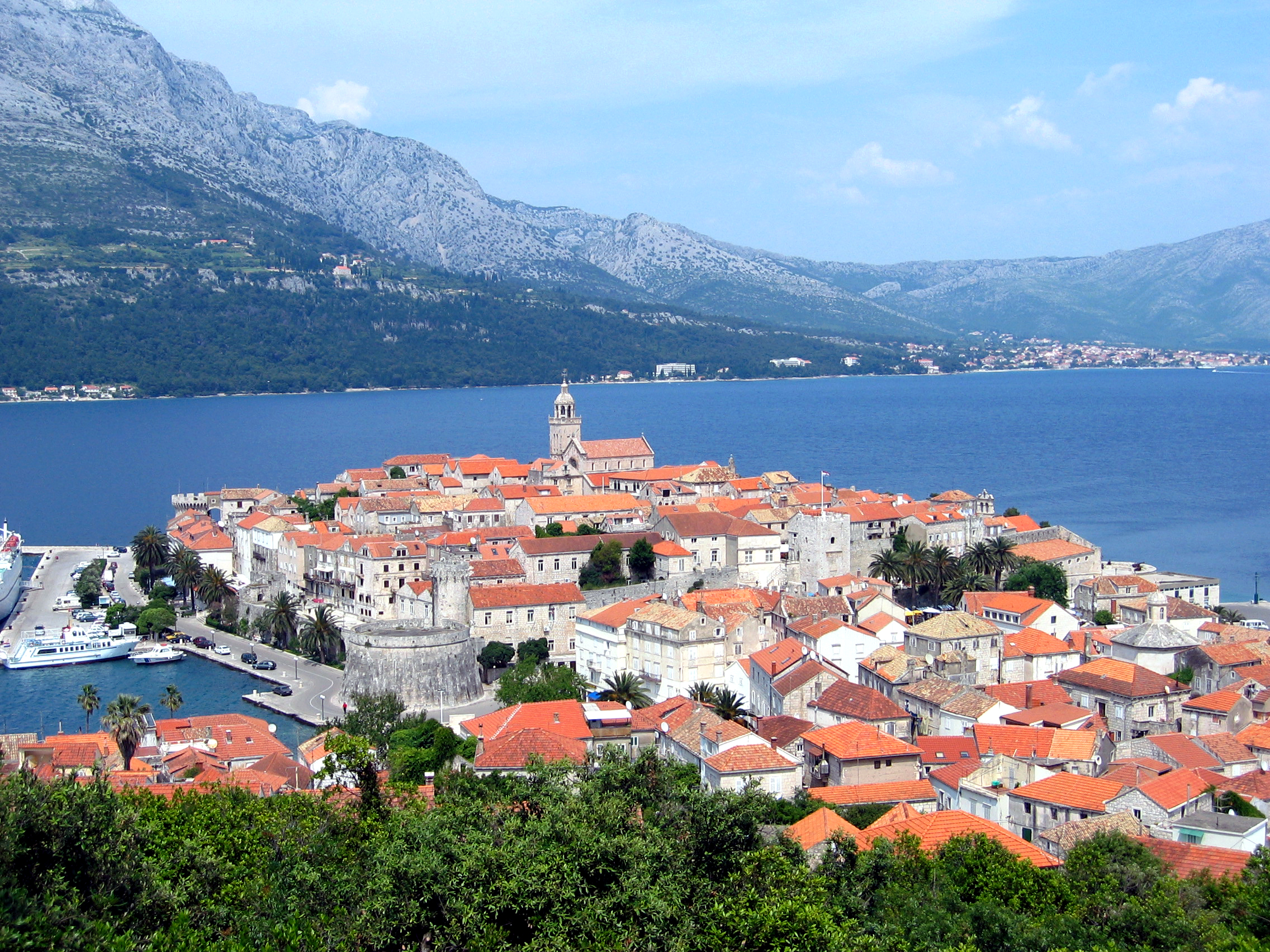
Korčula-Stad op het gelijknamige eiland in de Adriatische Zee

Kroatië is gelegen tussen Centraal-, Zuid- en Oost-Europa. Zijn vreemde vorm, die iets weg heeft van een halvemaan of een hoefijzer, zorgt voor vele buurlanden en lange grenzen: Slovenië, Hongarije, Servië, Bosnië en Herzegovina, Montenegro en via de Adriatische Zee ook Italië. Het vasteland is in het zuidoosten gescheiden door een miniem stukje kustlijn van Bosnië en Herzegovina vlak bij Neum. Hierdoor vormt het gebied rond Dubrovnik een exclave tussen Bosnië en Herzegovina en Montenegro.
Het Kroatische landschap is gevarieerd en omvat onder meer:
- graslanden, meren en heuvels in het continentale noorden en noordoosten (Centraal-Kroatië en Slavonië, deel van de Pannonische Vlakte);
- dichtbebost berggebied bij Lika en Gorski Kotar, deel van de Dinarische Alpen;
- rotsachtige kustlijn langs de Adriatische Zee (Istrië en Dalmatië);
- talloze eilanden in de Adriatische Zee.

Kroatië telt een groot aantal nationale parken en natuurparken. Er zijn meer dan duizend Kroatische eilanden, waarvan Cres en Krk de grootste zijn. Het klimaat is gevarieerd. In het noorden en oosten heerst een landklimaat, langs de kust is het klimaat mediterraan.

## Demografie

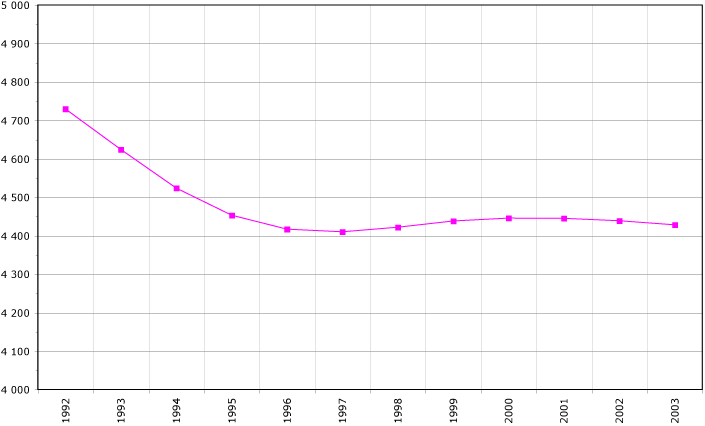
De bevolkingsontwikkeling van Kroatië (1992-2003) x 1000

De laatste officiële census dateert van 31 maart 2001 en telde 4.437.460 inwoners, 2.301.560 vrouwen en 2.135.900 mannen.
In 2021 is het bevolkingsaantal gedaald naar 3,9 miljoen. De oorlog in Kroatië tussen 1991 en 1995 zorgde voor massale verplaatsing van bevolkingsgroepen en bevorderde de emigratie.
De gemiddelde levensverwachting is 75,1 jaar (79,3 jaar voor vrouwen en 72,5 jaar voor mannen). 1,5% van de bevolking is analfabeet. De gemiddelde leeftijd is 39,3 jaar (41 jaar voor vrouwen en 37,5 voor mannen).
In 2009 werden er 44.577 kinderen geboren tegenover 52.414 mensen die stierven, een negatieve groei van 7.837 personen. De natuurlijke bevolkingsgroei is negatief (minder dan ongeveer 1%), aangezien een halve eeuw geleden het aantal geboorten en sterfgevallen sterk is afgenomen. De oorlog bracht ook grote verplaatsing van volkeren met zich mee. Zo zijn de Serviërs in Kroatië in aantal afgenomen en hebben Kroaten uit overige delen van voormalig Joegoslavië zich in Kroatië gevestigd.
In 1996 had Kroatië een positief migratiesaldo. Er vestigden zich namelijk meer mensen in Kroatië dan er vertrokken. Ditzelfde was het geval in 2005 toen er zich 14.230 mensen in Kroatië vestigden (met name uit Bosnië en Herzegovina) en 6.012 mensen vertrokken, voornamelijk naar Servië en Montenegro.
De Kroatische diaspora over diverse delen van de wereld is relatief groot. Zo zijn er aanzienlijke aantallen Kroaten te vinden in Noord-Amerika, Australië, West-Europa en Centraal-Europa, met name in Duitsland en Oostenrijk.

### Etniciteit
| Etniciteiten 2021 |           |          |  |                |        |         |
| Kroaten           | 3.547.614 | (91,63%) |  | Slovenen       | 7.729  | (0,20%) |
| Serviërs          | 123.892   | (3,20%)  |  | Tsjechen       | 7.862  | (0,20%) |
| Bosniërs          | 24.131    | (0,62%)  |  | Roma           | 17.980 | (0,46%) |
| Italianen         | 13.763    | (0,36%)  |  | Montenegrijnen | 3.127  | (0,08%) |
| Hongaren          | 10.315    | (0,27%)  |  | Slowaken       | 3.688  | (0,10%) |
| Albanezen         | 13.817    | (0,36%)  |  | Macedoniërs    | 3.555  | (0,10%) |

Kroatische Serviërs:

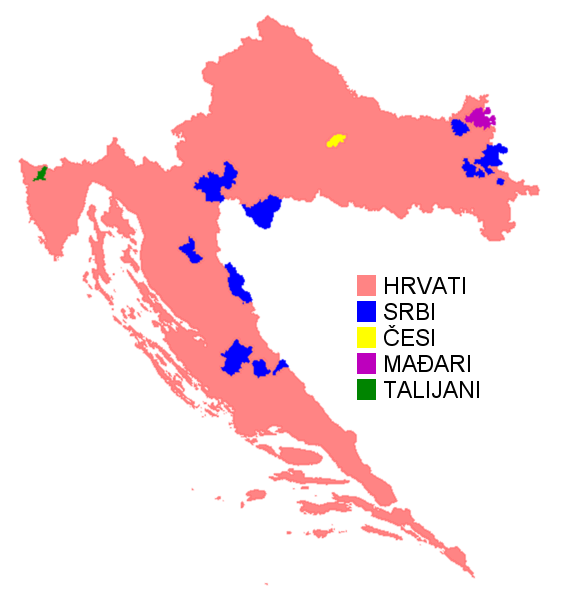
Etniciteiten in Kroatië

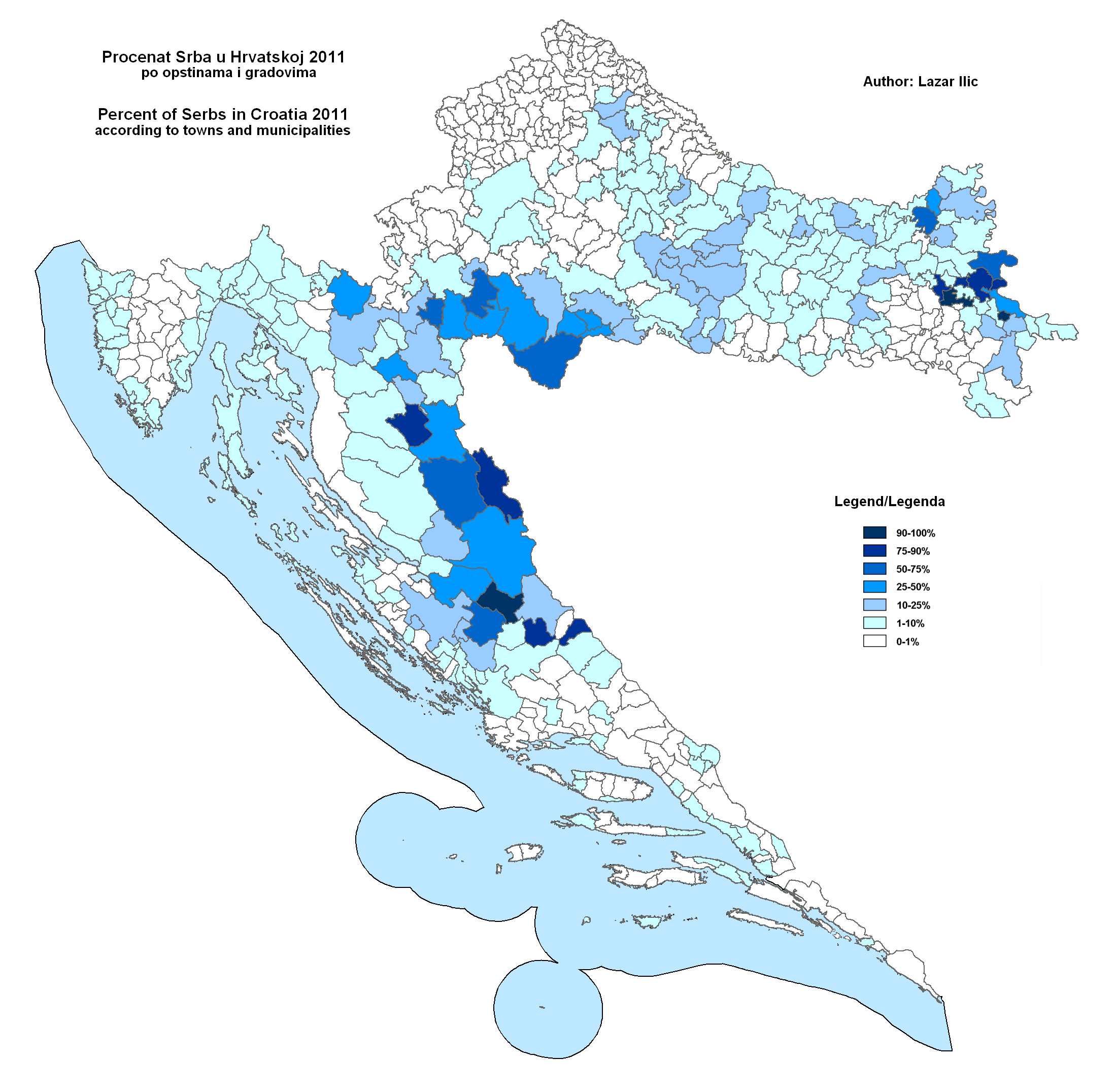
Het procentuele aantal Serviërs in Kroatische gemeenten.

De Serviërs leven voornamelijk in de Krajina, het grensgebied met Bosnië en Herzegovina en delen van Baranja en oostelijk Slavonië. Dit waren voormalige militaire grensdistricten, waar zij al eeuwen woonden. In 1991 werden meer dan 400.000 Kroaten en andere niet-Serviërs uit de overwegend Servische gebieden van het land verdreven door Kroatisch-Servische krachten, of vluchtten voor het dreigende geweld. Operatie Storm bracht in 1995 echter een verandering in de bevolkingssamenstelling van het gebied. Gedurende deze offensieven vluchtten meer dan 120.000 Kroatische Serviërs naar Servië en de Servische Republiek in Bosnië en Herzegovina. Deze dorpen werden vervolgens gevuld met Kroatische vluchtelingen uit Bosnië en Herzegovina, met name uit de Servische Republiek. Er woont in het gebied echter nog steeds een aanzienlijk aantal Serviërs, en sommigen keerden terug naar hun geboortestreek. In 2001 was 4,54% (201.631) van de bevolking Servisch; in 1991 (voor de oorlog) was dit 12,6% (581.663) en voor de Tweede Wereldoorlog Akrisie 18,45% (633.000).
Istrische Italianen:
Bij de census van 2001 woonden er slechts 19.636 Italianen in Kroatië, deze zijn met name woonachtig in het uiterste noordwesten van Istrië. Voor de Tweede Wereldoorlog was Istrië een gemengd gebied waar Italianen, Kroaten, Slovenen en Vlachen samenwoonden en hun eigen taal spraken. In de exodus die duurde tot 1953, nadat Istrië definitief bij Joegoslavië kwam, vestigden de meeste Italianen zich onder dwang in Italië. Volgens Italiaanse bronnen 250.000/300.000 Er wonen aanzienlijke aantallen Italianen in onder andere Grožnjan (51%), Buje (39,6%) en Brtonigla (37%).
Overigen:
De overige bevolkingsgroepen wonen vaak verspreid over Kroatië, met name in stedelijke gebieden.

### Religie

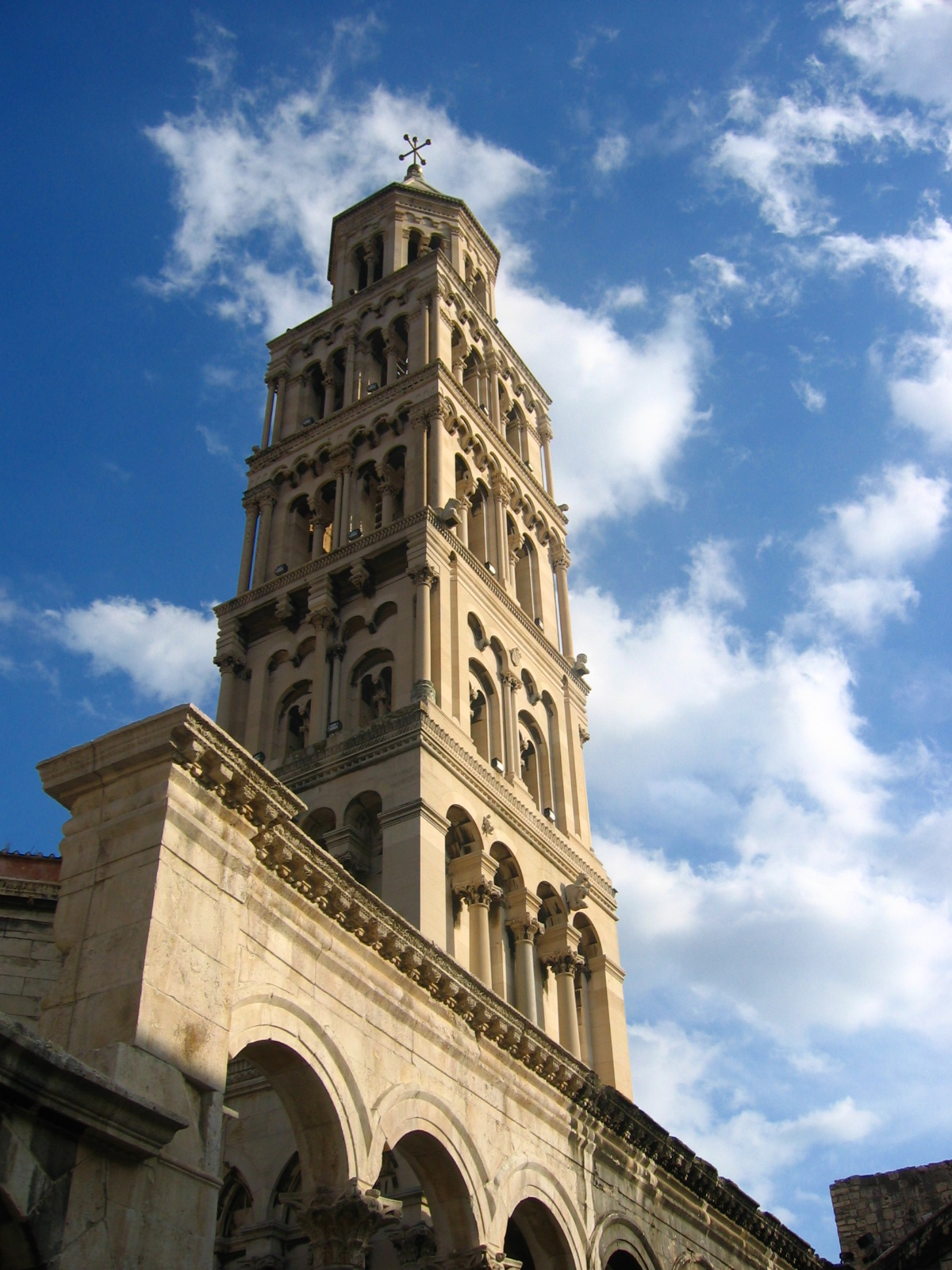
De katholieke kathedraal van Sint-Domnius in Split.

De grondwet voorziet in godsdienstvrijheid. Het overgrote deel van de Kroatische bevolking (87,83%) is katholiek. Minderheden omvatten orthodoxen (4,4%), voornamelijk etnische Serviërs. Of iemand Kroatisch of Servisch is, wordt namelijk in hoofdzaak bepaald door het aanhangen van de katholieke respectievelijk orthodoxe godsdienst. 1,3% is soennitisch moslim, voornamelijk Bosniakken en Albanezen. Er zijn ook een aantal Kroaten die agnost of uitgesproken atheïst zijn; dit is een resultaat van het vroegere communistische bewind. De patroonheilige van Kroatië is de Heilige Jozef.
| Religies in Kroatië |                        |           |         |  |     |                   |       |         |
| 1.                  | Katholieken            | 3.897.332 | (87,8%) |  | 6.  | Jehova's getuigen | 6.094 | (0,1%)  |
| 2.                  | Agnostici en atheïsten | 230.908   | (5,2%)  |  | 7.  | Calvinisten       | 4.053 | (0,1%)  |
| 3.                  | Orthodoxen             | 195.969   | (4,4%)  |  | 8.  | Lutheranen        | 3.339 | (0,1%)  |
| 4.                  | Moslims                | 56.777    | (1,3%)  |  | 9.  | Adventisten       | 3.001 | (0,1%)  |
| 5.                  | Oosters-katholieken    | 15.566    | (0,3%)  |  | 10. | Baptisten         | 1.981 | (<0,1%) |

### Taal
De officiële en meest gebruikte taal is Kroatisch, dat geschreven wordt in het Latijnse alfabet. Deze taal is de moedertaal van 96,12% van de inwoners. Italiaans is als officiële taal erkend in de provincie Istrië, waar het de moedertaal is van circa 20.000 inwoners.
Het Kroatisch is een Zuid-Slavische taal, in wezen identiek aan het Bosnisch, Servisch en Montenegrijns hoewel die het Cyrillische alfabet gebruiken. Deze talen samen werden voor het uiteenvallen van Joegoslavië ook het Servo-Kroatisch of Kroato-Servisch genoemd. Er is een dialectcontinuüm tussen deze talen. Na de onafhankelijkheid is er een bewuste poging gedaan een Kroatische standaard te ontwikkelen die afwijkt van de taal die in Servië gebruikt wordt. In het Kroatisch zijn drie dialectgroepen: het Štokavisch (de standaardtaal), Kajkavisch en Čakavisch. In deze dialectgroepen zijn diverse spraakvariëteiten te vinden, namelijk het (I)jekavisch, Ikavisch en Ekavisch.
| Moedertalen in Kroatië (2001) |            |           |          |  |     |                  |        |         |
| 1.                            | Kroatisch* | 4.265.081 | (96,12%) |  | 9.  | Tsjechisch       | 7.178  | (0,16%) |
| 2.                            | Servisch*  | 44.629    | (1,01%)  |  | 10. | Kroato-Servisch* | 7.013  | (0,16%) |
| 3.                            | Italiaans  | 20.521    | (0,46%)  |  | 11. | Slowaaks         | 3.993  | (0,09%) |
| 4.                            | Albanees   | 14.621    | (0,33%)  |  | 12. | Macedonisch      | 3.534  | (0,08%) |
| 5.                            | Hongaars   | 12.650    | (0,29%)  |  | 13. | Duits            | 3.013  | (0,07%) |
| 6.                            | Sloveens   | 11.872    | (0,27%)  |  | 14. | Roetheens        | 1.828  | (0,04%) |
| 7.                            | Bosnisch*  | 9.197     | (0,21%)  |  | 15. | Overige          | 16.709 | (0,38%) |
| 8.                            | Roma       | 7.860     | (0,18%)  |  |     |                  |        |         |

- Deze talen zijn onderling verstaanbaar en werden in Joegoslavië als één taal gezien.

## Bestuurlijke indeling
| Provincie                            | Kroatische naam                 |
| Centraal-Kroatië                     |                                 |
| Bjelovar-Bilogora                    | Bjelovarsko-bilogorska županija |
| Karlovac                             | Karlovačka županija             |
| Koprivnica-Križevci                  | Koprivničko-križevačka županija |
| Krapina-Zagorje                      | Krapinsko-zagorska županija     |
| Međimurje                            | Međimurska županija             |
| Sisak-Moslavina                      | Sisačko-moslavačka županija     |
| Varaždin                             | Varaždinska županija            |
| Zagreb                               | Zagrebačka županija             |
| Zagreb                               | Grad Zagreb                     |
| Hrvatsko Primorje (Adriatische kust) |                                 |
| Dubrovnik-Neretva                    | Dubrovačko-neretvanska županija |
| Istrië                               | Istarska županija               |
| Lika-Senj                            | Ličko-senjska županija          |
| Primorje-Gorski Kotar                | Primorsko-goranska županija     |
| Split-Dalmatië                       | Splitsko-dalmatinska županija   |
| Šibenik-Knin                         | Šibensko-kninska županija       |
| Zadar                                | Zadarska županija               |
| Slavonië                             |                                 |
| Brod-Posavina                        | Brodsko-posavska županija       |
| Osijek-Baranja                       | Osječko-baranjska županija      |
| Požega-Slavonië                      | Požeško-slavonska županija      |
| Virovitica-Podravina                 | Virovitičko-podravska županija  |
| Vukovar-Syrmië                       | Vukovarsko-srijemska županija   |

## Politiek

### Staatsinrichting

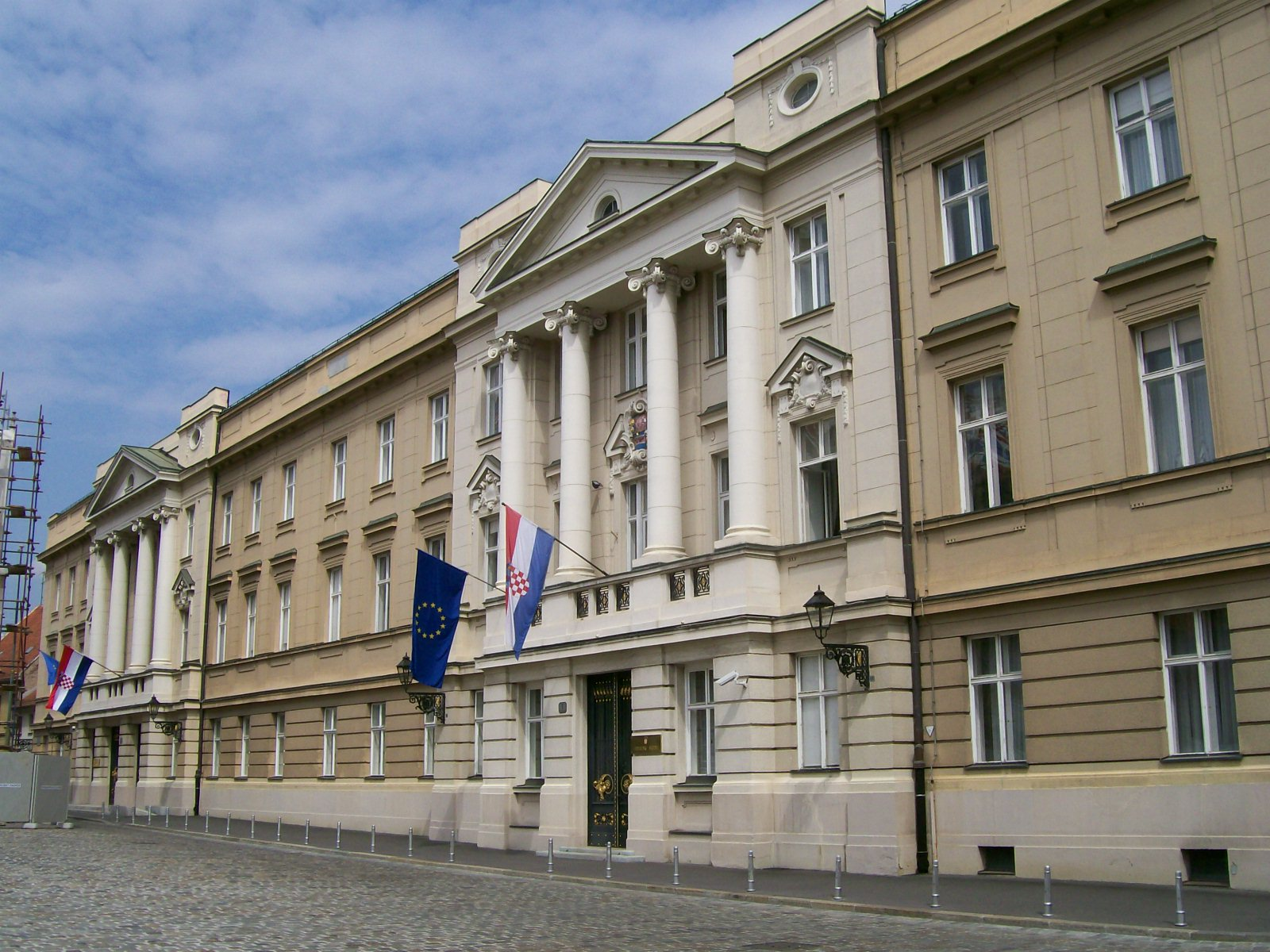
De zetel van het Kroatische parlement

Sinds de nieuwe Kroatische grondwet van 1990 is Kroatië een parlementaire republiek.
De president van de republiek (de Predsjednik, sinds 2020: Zoran Milanović) is het staatshoofd en wordt iedere vijf jaar democratisch gekozen. Naast het leiderschap van het Kroatische leger is de president, met toestemming van het parlement, verantwoordelijk voor het aanstellen van de minister-president. Ook heeft de president enige invloed op de buitenlandse politiek van Kroatië.
Het parlement van Kroatië (de Sabor) werkt volgens een eenkamerstelsel; deze wetgevende macht bestaat uit niet minder dan 100 en niet meer dan 160 vertegenwoordigers, allen gekozen voor een termijn van vier jaar. Tussen 15 januari en 15 juli en tussen 15 september en 15 december vinden de plenaire vergaderingen van de Sabor plaats.
Aan het hoofd van de Kroatische regering (de Vlada) staat de minister-president (sinds 2016: Andrej Plenković). De regeringsleider heeft zelf twee vicepremiers en veertien ministers die aan het hoofd staan van verschillende ministeries. De uitvoerende macht is verantwoordelijk voor het voorstellen van wetgeving en een begroting, het uitvoeren van wetten en het begeleiden van het binnenlandse en buitenlandse beleid van de republiek.
De rechtsprekende instanties van Kroatië bestaan uit drie lagen: het Hooggerechtshof, provinciale rechtbanken en lokale rechtbanken. De Constitutionele Rechtbank gaat over zaken betreffende de Grondwet.

### Buitenlands beleid

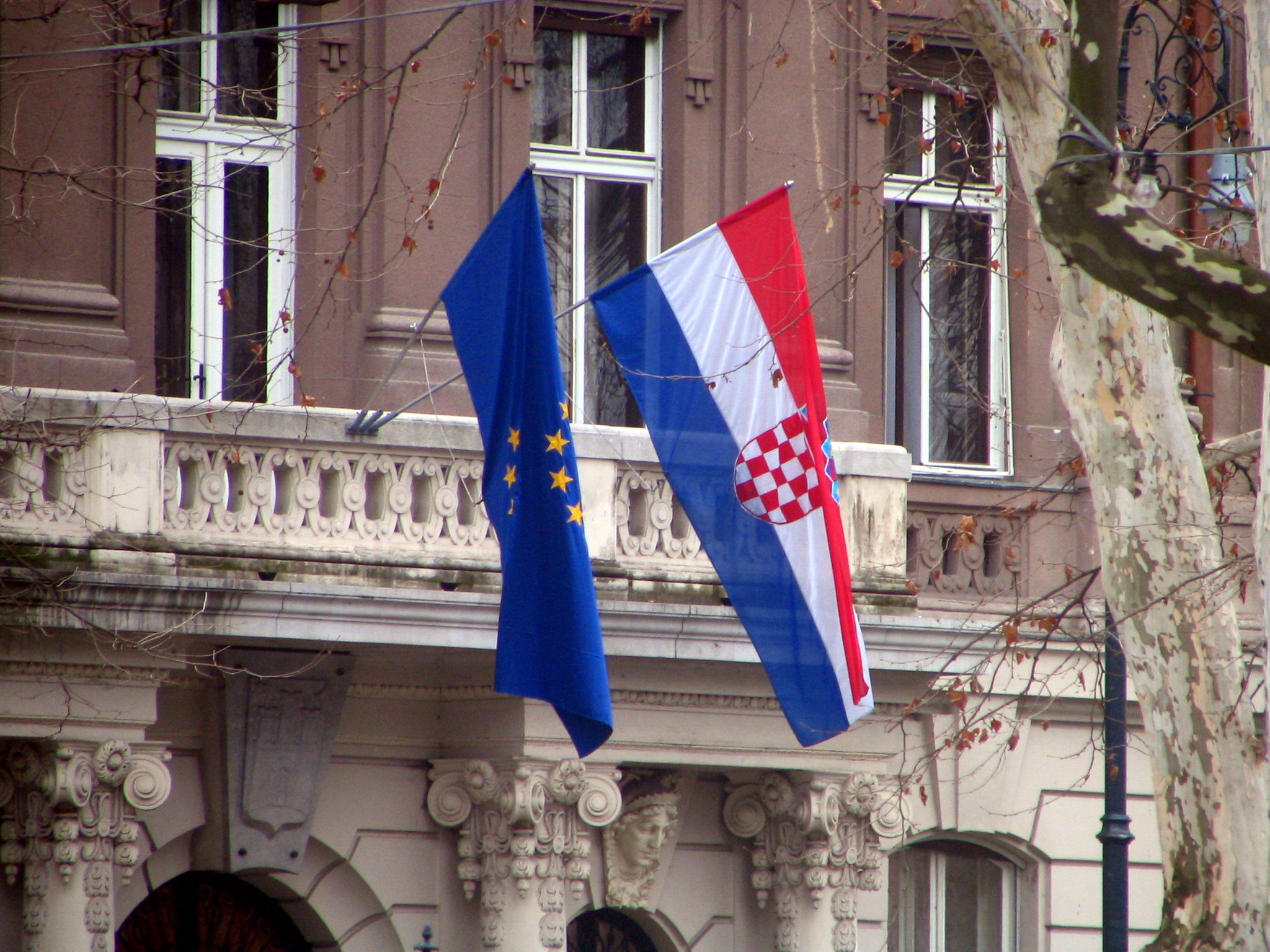
De Kroatische vlag en de EU-vlag naast elkaar op een overheidsgebouw in Zagreb

Sinds de onafhankelijkheid in 1991 is het land verwikkeld in een geschil omtrent de territoriale en maritieme grenzen met het tegelijkertijd onafhankelijk geworden noordelijke buurland Slovenië, dat het op vreedzame wijze met arbitrage tracht te beslechten (zie Sloveens-Kroatisch grensgeschil). Het gaat om de Baai van Piran en de noordelijke kuststrook van het schiereiland Istrië. Op 4 november 2009 sloten de regeringen van beide staten een arbitrage-overeenkomst die voorziet in gezamenlijke besprekingen, die plaatsvinden in Den Haag.
De weg naar aansluiting bij de Europese Unie begon voor Kroatië op 29 oktober 2001, toen Kroatië het Stabilisatie- en Associatieverdrag met de EU tekende. Het tekenen van dit verdrag is noodzakelijk om erkend te worden als kandidaat-lidstaat. Op 21 februari 2003 diende Kroatië formeel het verzoek in toe te mogen treden tot de Europese Unie. De Europese Commissie gaf vervolgens op 20 april 2004 een positief advies, waarop de Europese Raad Kroatië op 18 juni 2004 erkende als een officiële kandidaat-lidstaat. Er werd besloten de onderhandelingen te beginnen op 17 maart 2005. Een dag voor het begin van de onderhandelingen stelde de Europese Raad de onderhandelingen echter voor onbepaalde tijd uit, omdat Kroatië niet goed genoeg zou meewerken met het Joegoslavië-tribunaal. Het feit dat de voormalige generaal Ante Gotovina nog steeds niet was opgespoord was de EU een doorn in het oog.
Onder druk van Oostenrijk werd er alsnog begonnen met de gesprekken. Oostenrijk dreigde de toetredingsonderhandelingen met Turkije namelijk stil te leggen. Op 4 oktober 2005 werd begonnen met onderhandelen. Het zogenaamde screeningsproces begon op 20 oktober. Op 7 december 2005 werd Ante Gotovina op het eiland Tenerife opgepakt. Op 9 december 2011 werd tijdens een EU-top in Brussel het toetredingsverdrag getekend. Op 1 juli 2013 trad Kroatië toe tot de Europese Unie.
Sinds 1 april 2009 is Kroatië lid van de NAVO.

## Cultuur

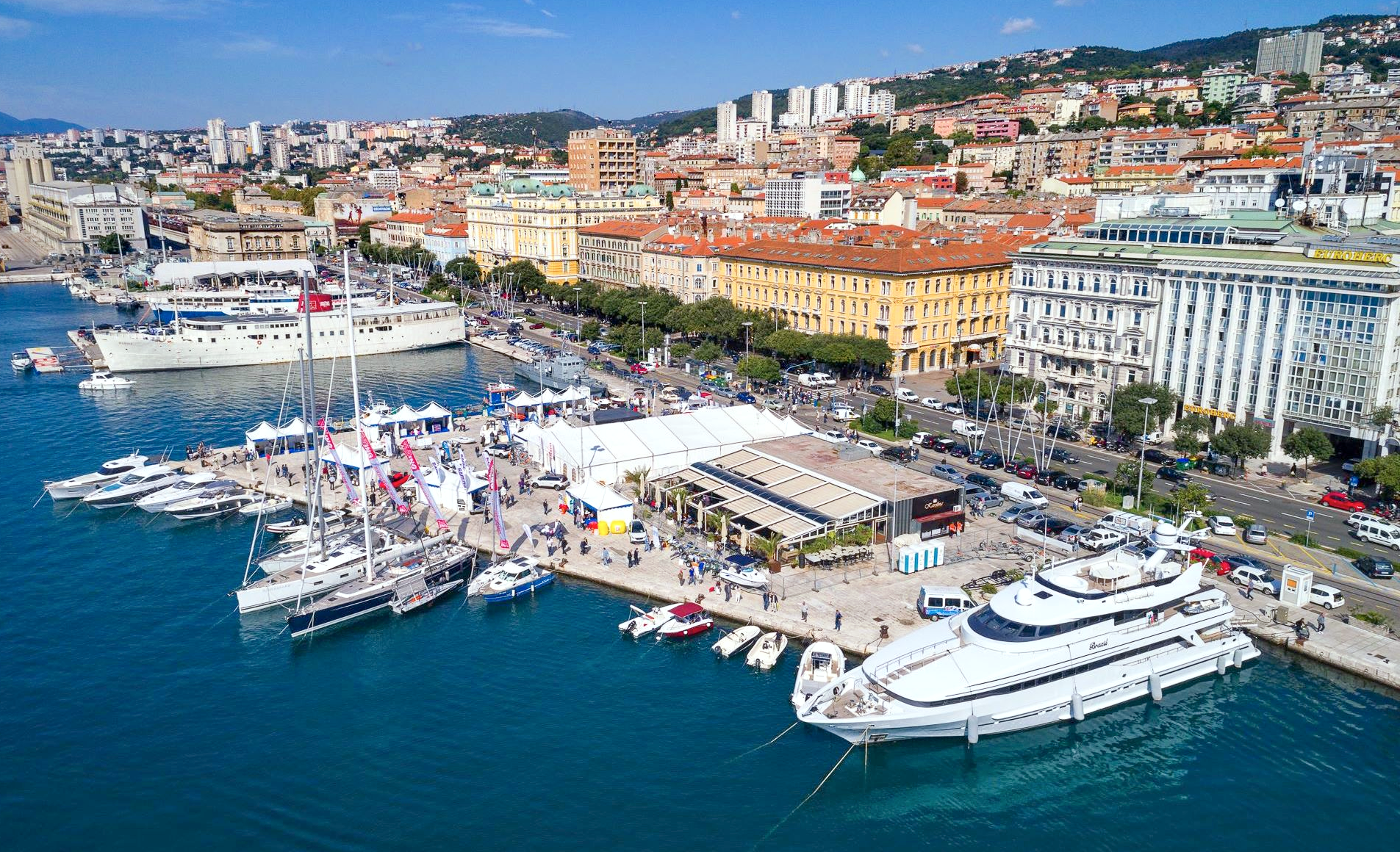
Rijeka was culturele hoofdstad van Europa in 2020

Door de geografische ligging van Kroatië en de verschillende staten die ooit over Kroatië regeerden zijn er diverse invloeden in de Kroatische cultuur te vinden. Beïnvloed door haar overheersers, de Venetianen, Hongaren, Turken, Fransen en Oostenrijkers, is de Kroatische cultuur rijk aan diversiteit en invloeden. De Kroatische cultuur is onder te verdelen in een Centraal-Europese en mediterrane cultuur waarin ook kenmerken van de Balkan zijn verweven.
De Kroatische cultuur trekt een dertien eeuwen oude cultuur met zich mee. In deze tijd zijn er veel Kroatische monumenten en steden gekomen, waar vele genieën geboren zijn. Deze kennen invloeden uit de Oud-Griekse, Romeinse en Illyrische culturen. In Kroatië zijn zes monumenten van de Werelderfgoedlijst te vinden en acht nationale parken.
Drie Nobelprijswinnaars hadden hun wieg in Kroatië staan, samen met vele belangrijke uitvinders en andere belangrijke personen - de eerste vulpen is in Kroatië uitgevonden. Kroatië verdient ook een plaats in de geschiedenis van kleding aangezien hier de oorsprong van de stropdas (cravat) ligt, net zoals de vulpen en de parachute. Nikola Tesla, een Kroatische Serviër, ontwikkelde vele nieuwe elektrische componenten en verbeterde, op dikwijls radicale wijze, al bestaande verlichtingssystemen en dergelijke. Het land heeft een lange artistieke, literaire en muzikale traditie. Kroatië heeft ook een diverse keuken.

### Nationale symbolen
Een van de belangrijkste nationale symbolen is het šahovnica, het wit-rode schaakbord dat terug te vinden is in de vlag en het wapen van Kroatië. Dit symbool is tevens aanwezig op sportkleding, logo's en dergelijke. Het symbool wordt gebruikt door Kroaten over de gehele wereld.

### Bezienswaardigheden
- Het oude centrum van Dubrovnik

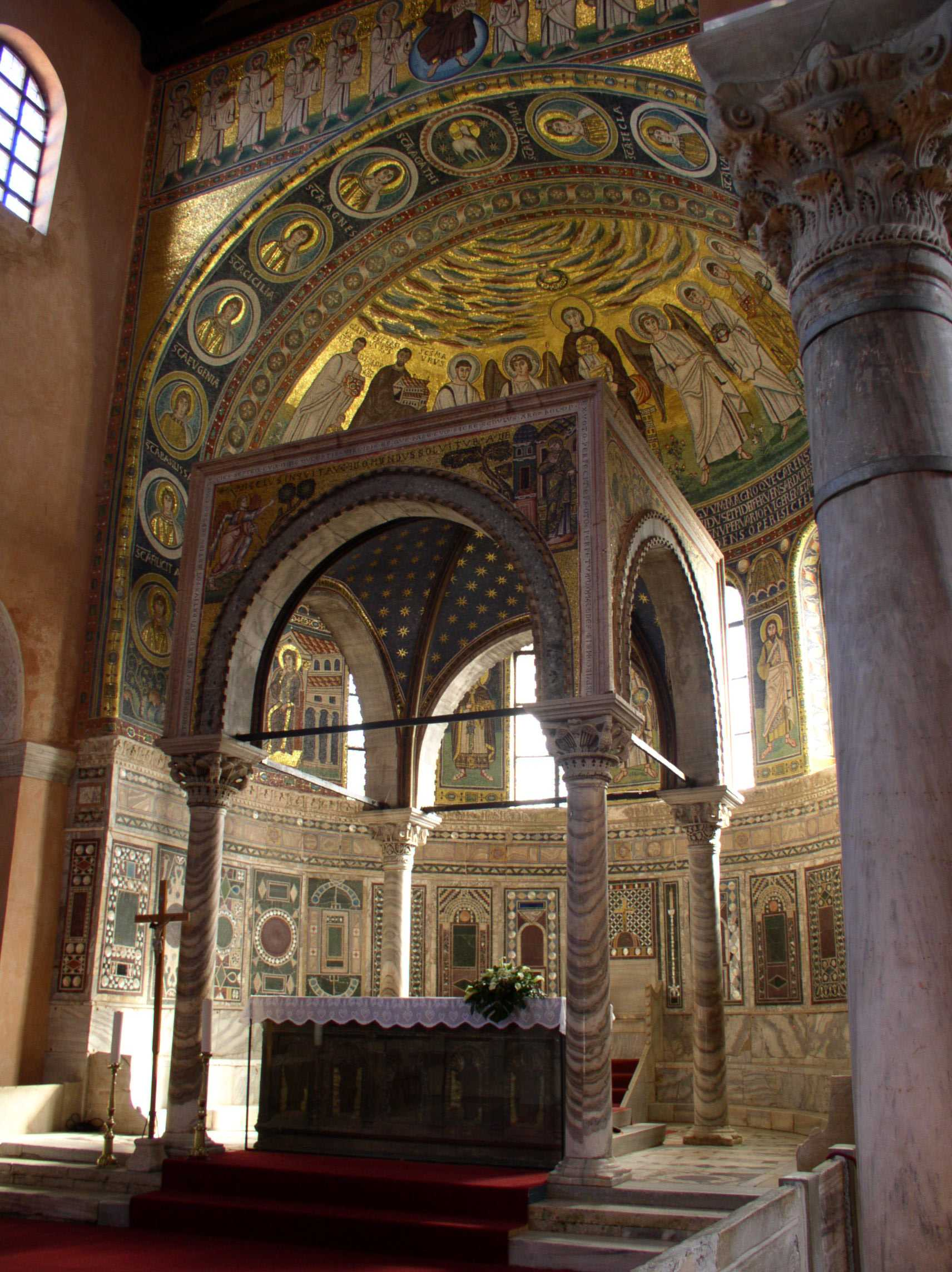
De Eufrasiusbasiliek in het historische centrum van Poreč.

- Historisch complex van Split met het paleis van Diocletianus
- Nationaal Park Plitvicemeren
- Episcopaal complex van de Eufrasiusbasiliek in het historische centrum van Poreč
- Historisch centrum van Trogir
- Sint-Jacobuskathedraal in Šibenik
- Vlakte van Stari Grad
- Het Romeinse amfitheater in Pula
- Het Marco Polo standbeeld op Korcula

### Kroatische keuken
De keuken van Kroatië is veelzijdig en kent drie hoofdinvloeden. Aan de kust is de mediterrane invloed het grootst, te vergelijken met de Italiaanse en Griekse keuken. Zo worden veel vis en schaaldieren gebruikt en heeft Kroatië eigen pasta's en risotto's (rižot). Bekend is ook de Dalmatische vorm van gerookte ham (dalmatinski pršut), die vaak met olijven als delicatesse wordt gegeten. Daarnaast heeft Kroatië diverse soorten witte, rode en prosecco-wijnen (prošek).
In het binnenland is de keuken meer Centraal-Europees georiënteerd, te vergelijken met de Hongaarse en Oostenrijks-Weense keuken. Kenmerkend zijn de diverse variaties van goulash (gulaš) en een groot aanbod van taarten en gebak.
Daarnaast zijn typische Balkangerechten erg populair, deze gerechten kennen grote Turkse invloeden. Hieronder horen ċevapčiċi (Balkanversie van kebab), vaak gegeten in een pita met ajvar of kajmak, burek en sarma. Ook wordt vaak Turkse koffie gedronken en is de lokale alcoholische drank rakija. Ook is de Kroatische keuken vanuit Bosnië en Herzegovina in hoge mate door de Turkse/Osmaanse keuken beïnvloed.

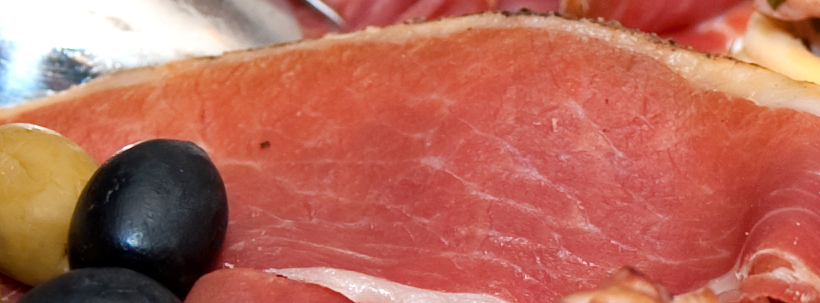
Dalmatische pršut met olijven
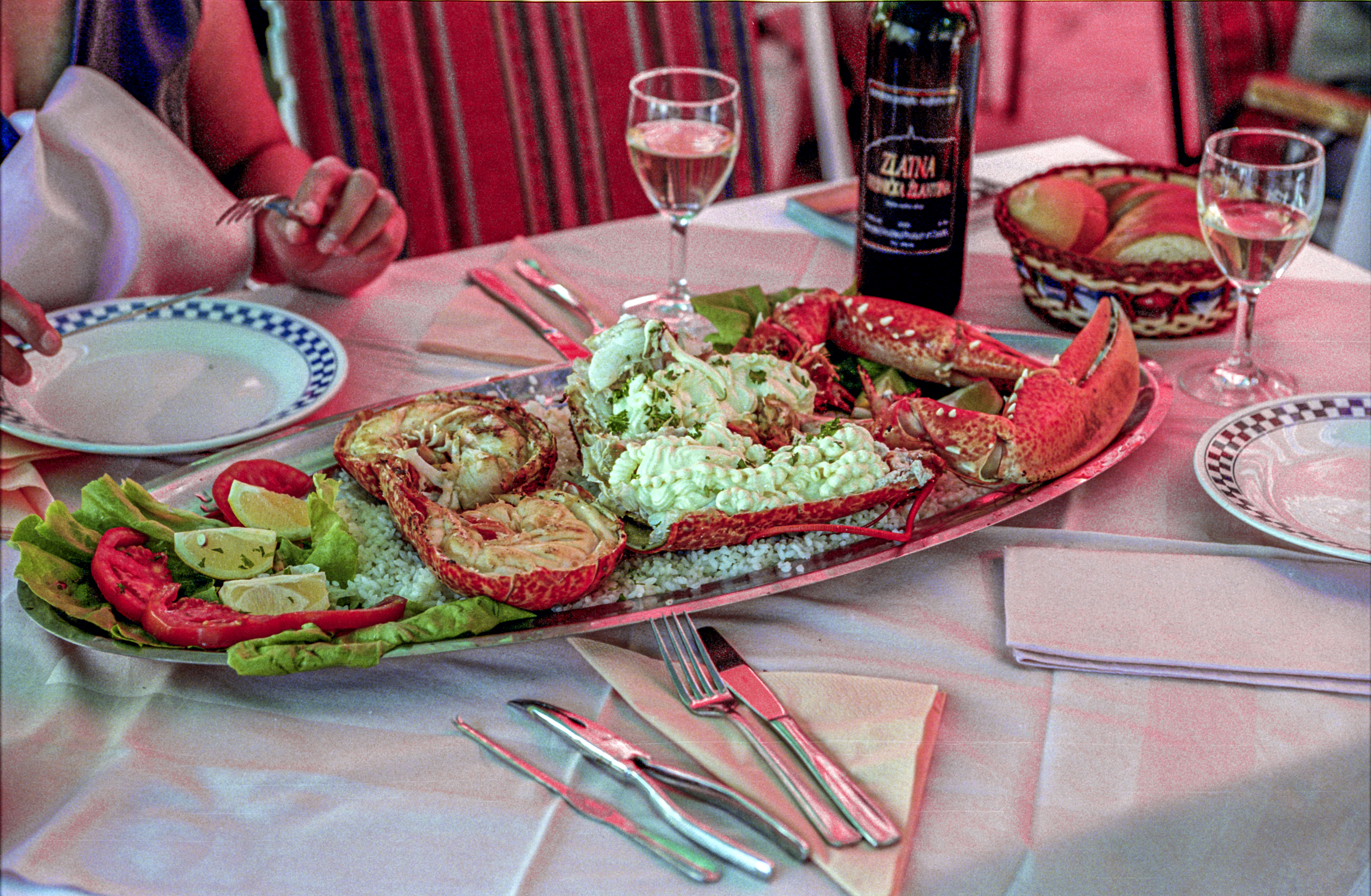
Zeevruchten uit Dalmatië met Dalmatische wijn
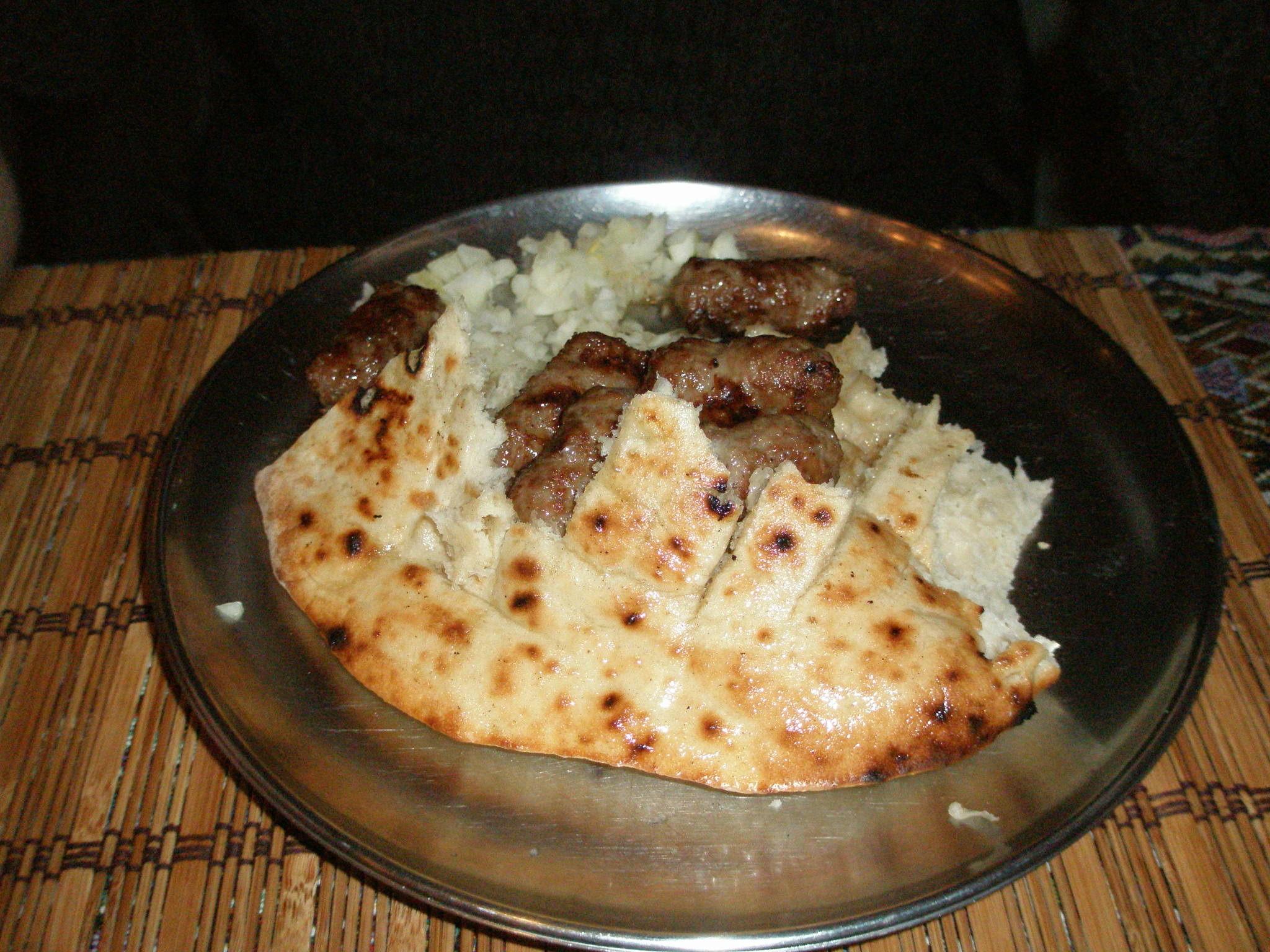
Ćevapčići met ui
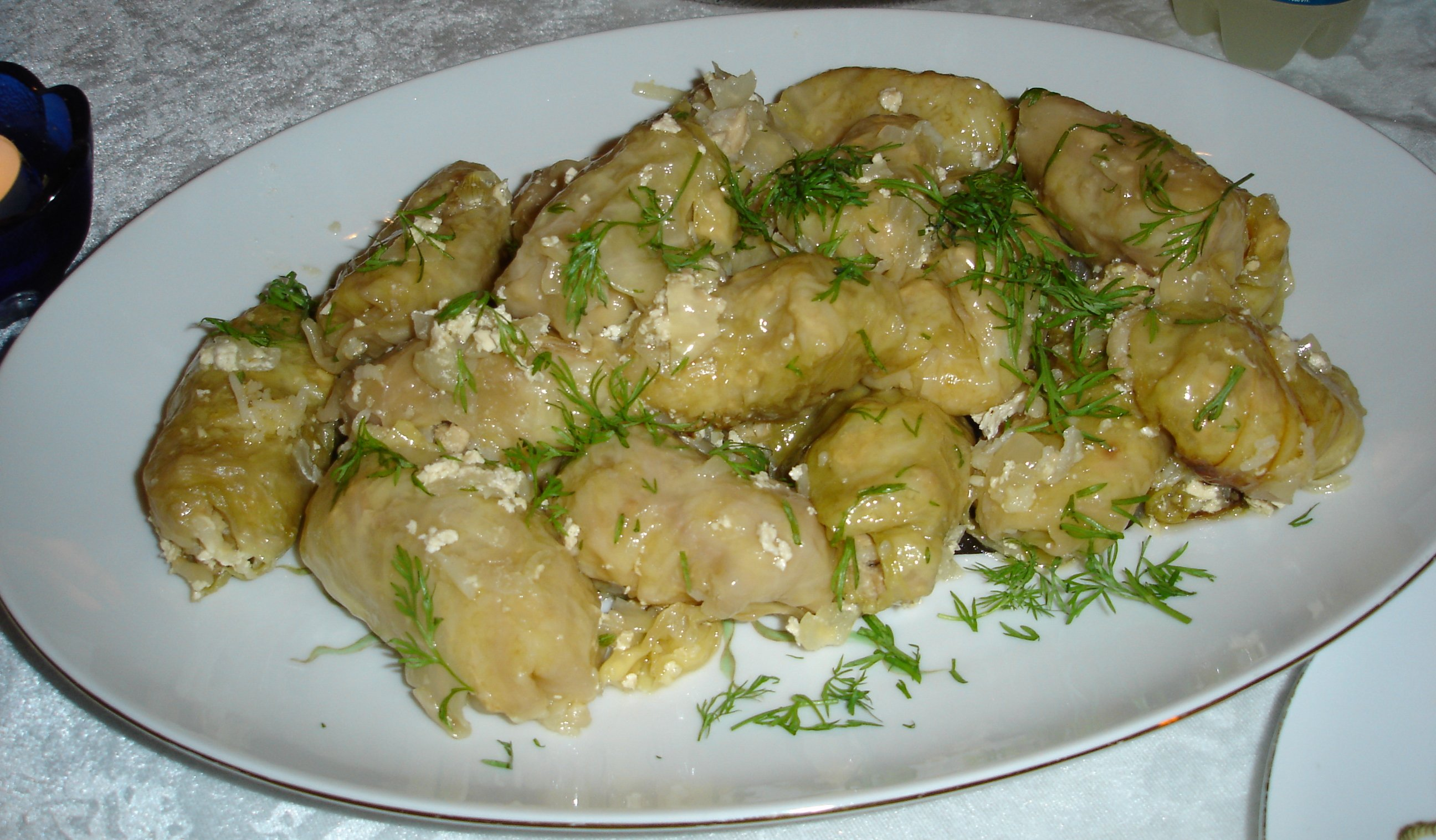
Kroatische vorm van sarma, populair met Kerstmis
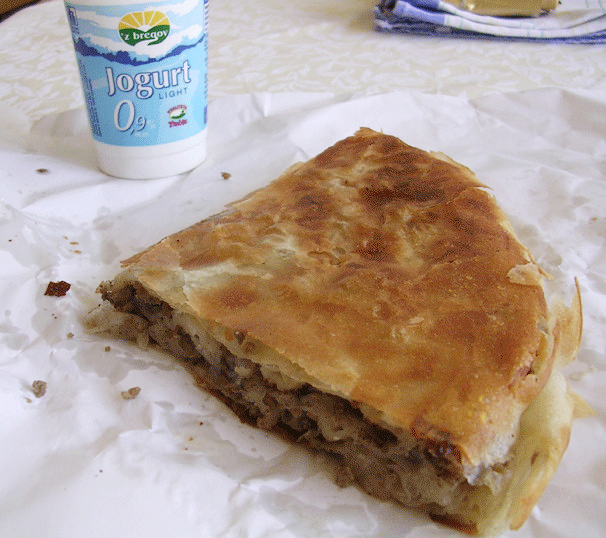
Burek als snack
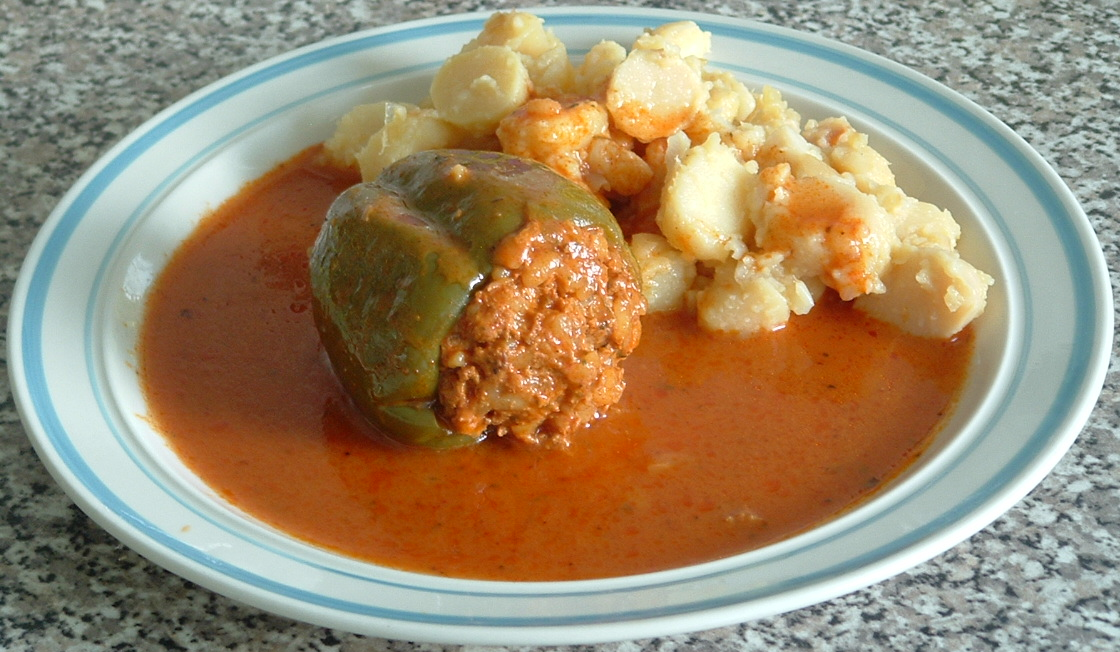
Gevulde paprika

### Muziek

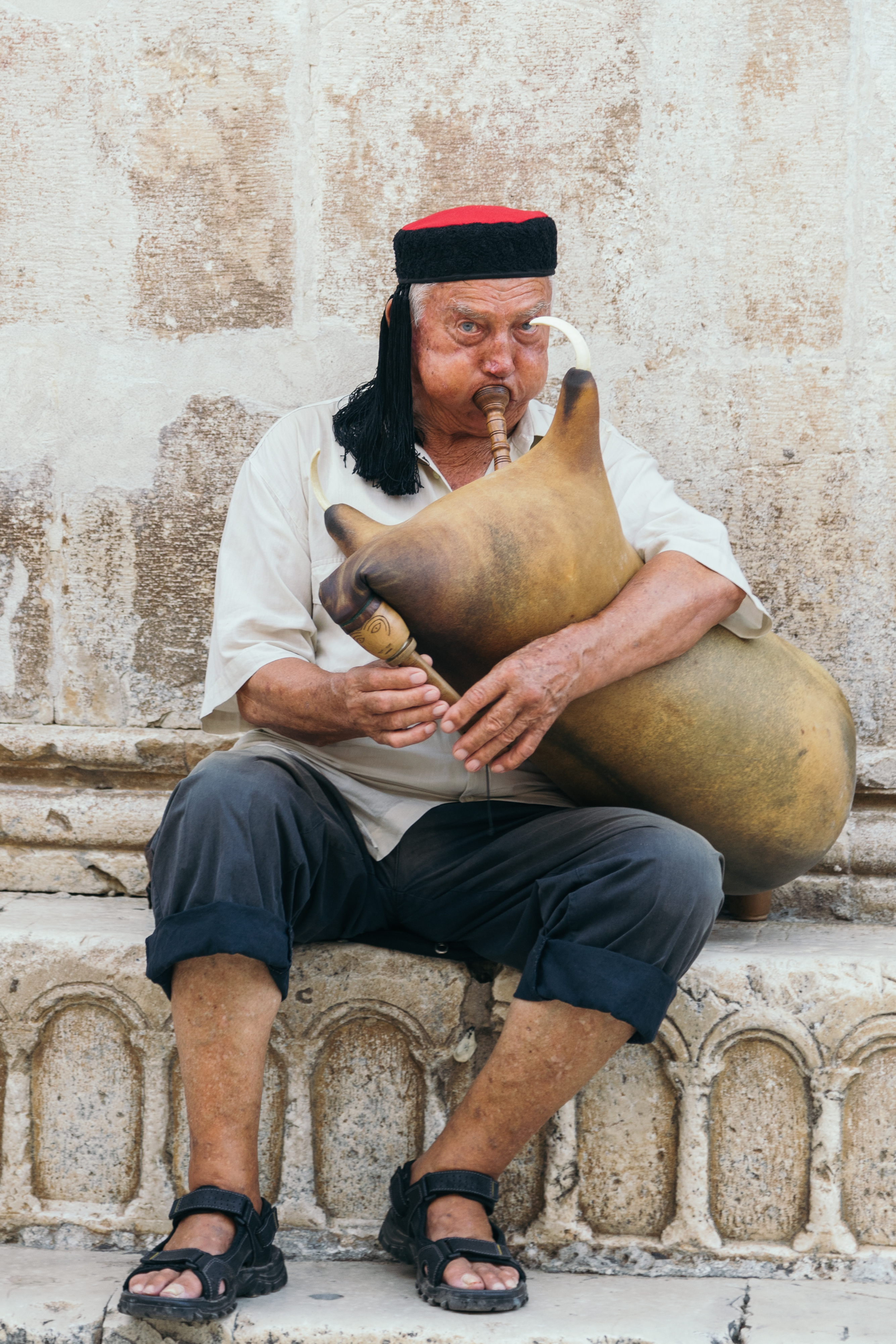
Een gaidaspeler uit Trogir.

De muziek uit Kroatië is net als veel andere culturele uitingen te verdelen in een Centraal-Europese, mediterrane en Balkantak. In Kroatië is zowel pop- als rockmuziek erg populair. Beide genres zijn echter vaak beïnvloed door volkselementen uit Slavonië en Dalmatië. Dit is ook op te merken in de liedjes die Kroatië inzendt voor het Eurovisiesongfestival.
Onder volksmuziek verstaat men onder andere ganga, linđo en de Dalmatische klapa. Hierbij kunnen traditionele muziekinstrumenten worden gebruikt als de tamburica, mandoline, gusle en gaida.

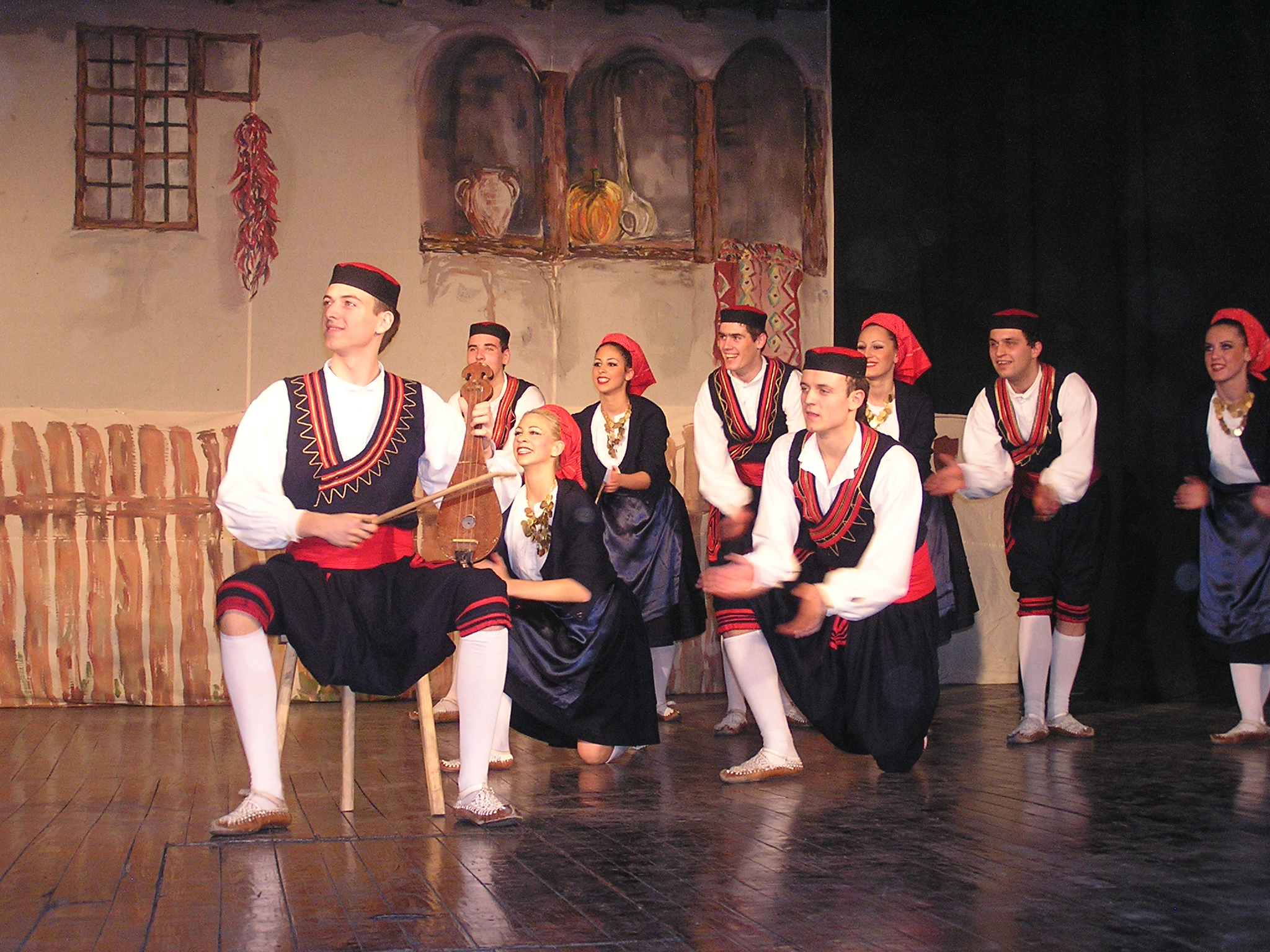
Linđo, een dans uit Zuid-Dalmatië.

Tegenwoordig is Kroatische popfolk en turbofolk een populair muziekgenre. Dit genre is voor sommige Kroaten controversieel omdat het uit Servië afkomstig is en zich gedurende de oorlog heeft ontwikkeld.
Kroatië kent, met name in de zomer, veel verschillende festivals waar muziek en dans centraal staan. Populaire zangers of groepen zijn op dit moment o.a. Jelena Rozga, Colonia, Severina, Thompson, Neda Ukraden en Tony Cetinski.

### Sport
De populairste sport in Kroatië is voetbal. Daarnaast zijn ook tennis, waterpolo, handbal en skiën geliefd. Dit komt mede omdat Kroatië als klein land hier grote successen in geboekt heeft. Sinds de onafhankelijkheid van Kroatië heeft het nationale voetbalelftal slechts één WK en één EK gemist. In het Wereldkampioenschap voetbal in 1998 wist Kroatië de derde plaats te halen en werd Davor Šuker topscorer van het toernooi. Kroatië haalde ook de finale in het WK van 2018. Landelijke clubs, waaronder Dinamo Zagreb en Hajduk Split, nemen het tegen elkaar op in de Eerste Kroatische voetballiga.
Het Kroatische handbalteam is tweemaal olympisch kampioen (1996 en 2004) geworden en heeft 3 zilveren medailles gewonnen op de wereldkampioenschappen in 1995, 2003 en 2009.
De basketbal- en waterpoloploegen hebben door de jaren heen aanzienlijke successen geboekt. Het Kroatisch nationaal basketbalteam won een zilveren medaille op het Olympische basketbaltoernooi van 1992, een bronzen medaille op het Wereldkampioenschap basketbal 1994 en een bronzen medaille op Eurobasket 1993 en Eurobasket 1995. Kroatische basketbalclubs waren bij de mannen vijfmaal EuroLeague-kampioen: KK Split in 1989, 1990 en 1991, en KK Cibona in 1985 en 1986. Kroatische basketballers als Drazen Petrovic, Krešimir Ćosić en Toni Kukoč behoorden tot de eerste succesvolle buitenlanders in de NBA.
Janica Kostelić is de succesvolste alpineskiër in de geschiedenis van de Olympische Winterspelen. Haar broer Ivica Kostelić heeft 3 zilveren medailles gewonnen en werd in 2003 wereldkampioen in de slalom.

## Economie

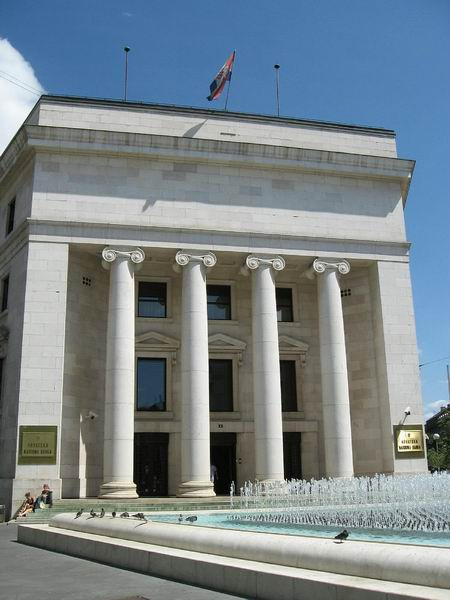
Kroatische Nationale Bank

De Kroatische economie bestaat veelal uit verschillende dienstensectoren en enkele, voornamelijk lichte industrie. Toerisme is een belangrijke bron van inkomsten. In 2023 was het geschatte bruto nationaal product per hoofd van de bevolking uitgedrukt in koopkrachtpariteit $45,910 oftewel 76% van het gemiddelde van de Europese Unie in datzelfde jaar.
De Kroatische economie is postcommunistisch. Aan het einde van de jaren tachtig voerde Kroatië economische hervormingen door, haar positie was gunstig maar het land werd getroffen door deïndustrialisatie en oorlogsschade.
Het belangrijkste probleem is de structurele werkloosheid, tezamen met onvoldoende economische hervormingen. Het rechterlijke systeem werkt vaak tegen; voorts is het bestuur inefficiënt, vooral op het gebied van grondbezit.
Recentelijk heeft het land een snellere economische groei gekend en is in 2013 als achtentwintigste land toegetreden tot de EU. Dit nadat het in februari 2005 de stabilisatie- en associatieovereenkomst van de EU aangenomen had.
Kroatië exporteert het meeste naar landen van de EU, waarvan Italië en Duitsland de belangrijkste afzetmarkten zijn. De voornaamste exportgoederen zijn scheepsbouwgoederen, transportbenodigdheden, chemische producten, petroleum en nucleaire brandstof.
De landen van de EU, met name Italië en Duitsland, zijn tevens belangrijke importpartners. Daarnaast nemen ook Rusland en China een belangrijke plaats in. De voornaamste importgoederen zijn machines, transportbenodigdheden, chemische producten en voedingsmiddelen.
Sinds 1 januari 2023 is de euro de munteenheid van Kroatië.

## Transport

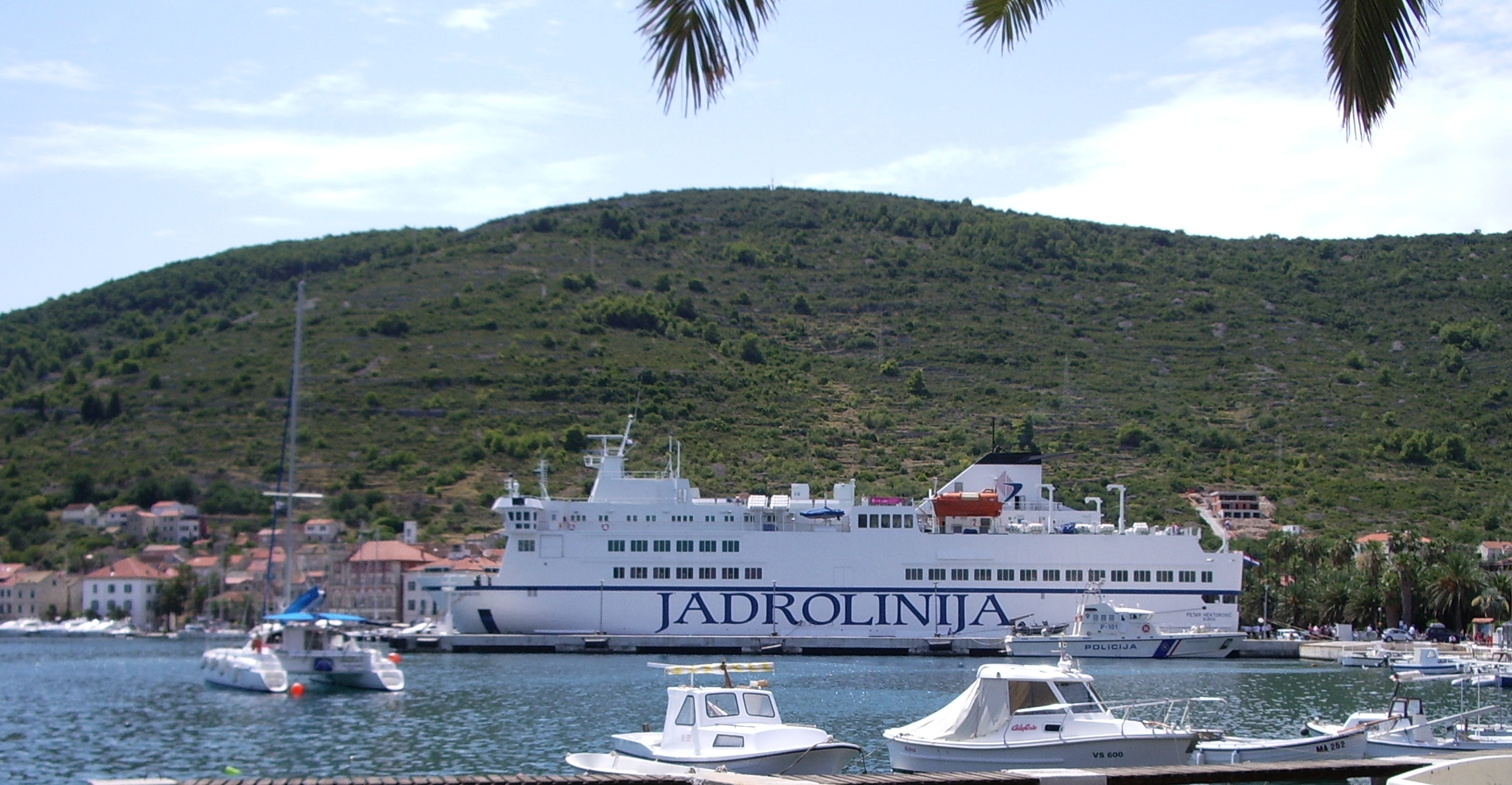
De Petar Hektorović van Jadrolinija in Vis

Op het vasteland van Kroatië verplaatst men zich het snelst over de auto(snel)wegen. De bouw van het Kroatische autosnelwegnet is in de Joegoslavische periode begonnen, maar is sinds het eind van de jaren negentig sterk versneld. Kroatië heeft ruim 1200 kilometer snelweg, vooral in het noorden, en is verbonden met de snelwegnetwerken van Slovenië, Hongarije en Servië. De meeste snelwegen zijn tolwegen. De A1 verbindt Zagreb met Split en het zuiden van het land. Echter, even voorbij Mali Prolog stopt de autosnelweg. Wil men van daar verder naar het zuiden, dan moet men via een brede autoweg kustwaarts, om bij Ploče aan te sluiten op de bochtige kustweg richting Dubrovnik. Om Dubrovnik te kunnen bereiken, moest men tot in de zomer van 2022 enkele kilometers door Bosnië en Herzegovina rijden. Door middel van een nieuwe verbinding via het schiereiland Pelješac kan men de kustweg volgen richting Dubrovnik zonder Kroatië te verlaten.
Het spoorwegnetwerk is in het noorden van Kroatië vrij uitgebreid. In Dalmatië en Istrië liggen tamelijk weinig spoorlijnen, die bovendien weinig gebruikt worden. Het station van Split, dat de tweede grootste stad van het land bedient, ontvangt dagelijks maar enkele doorgaande treinen. Het openbaar vervoer in en naar Dalmatië vindt voornamelijk met bussen plaats. Kroatië kent een dicht net van korte- en langeafstandsbussen, verzorgd door particuliere maatschappijen. Er gaan vele buslijnen naar Balkanbestemmingen buiten Kroatië.
Kroatië heeft drie belangrijke internationale luchthavens, in Zagreb, Split en Dubrovnik. Andere belangrijke vliegvelden zijn er in Zadar, Krk, Osijek, Bol, Lošinj en Pula. Croatia Airlines is de nationale luchtvaartmaatschappij.
De vele eilanden en eilandjes in de Adriatische Zee worden door middel van de veerboten van Jadrolinija met de kuststeden verbonden. Jadrolinija verzorgt ook veerdiensten naar de Italiaanse steden Ancona en Bari.

## Bekende Kroaten
Zie ook: Lijst van heersers van Kroatië
Nobelprijswinnaars
- Ivo Andrić - literatuur
- Vladimir Prelog - scheikunde
- Lavoslav Ružička - scheikunde

Literatuur
- Marko Marulić - schrijver
- Miroslav Krleža - romanschrijver
- Antun Gustav Matoš - dichter
- August Šenoa - schrijver
- Ivan Dživo Gundulić - dichter

Wetenschap
- Ruđer Bošković – natuurkundige en jezuïet
- Andrija Mohorovičić - natuurkundige
- Faust Vrančić - uitvinder, filosoof
- Zvonimir Janko - wiskundige

Bekende kunstenaars
- Alen Floričić, schilder, beeldhouwer en videomonteur

Bekende topsporters
- Valent Sinković, Roeier
- Martin Sinković, Roeier
- Kristijan Durasek, wielrenner
- Robert Kišerlovski, wielrenner
- Janica Kostelić, skiester
- Ivica Kostelić, skiër
- Goran Ivanišević, tennisser
- Iva Majoli, tennisser
- Blanka Vlašić, hoogspringster
- Sandra Perković, discuswerpster
- Ivan Rakitic, voetballer
- Ivica Olić, voetballer
- Ivan Leko, voetballer
- Marin Čilić, tennisser
- Danijel Pranjić, voetballer
- Mario Mandžukić, voetballer
- Niko Kovac, voetballer
- Zvonimir Boban, voetballer
- Davor Šuker, voetballer
- Luka Modrić, voetballer
- Duje Draganja, zwemmer
- George Mikan, basketballer
- Krešimir Ćosić, basketballer
- Dražen Petrović, basketballer
- Mirko Novosel, basketballer
- Mirko Filipović, Pride-vechter
- Stipe Miocic, UFC kampioen
- Branko Cikatić, K1-vechter
- Joe Šakić, ijshockeyer

Bekende acteurs
- Eric Bana, Hollywood-acteur
- Tatjana Šimić, Nederlandse actrice
- Ivana Miličević, Hollywood-actrice
- Jenna Elfman, acteur Dharma & Greg, tv-serie
- Goran Višnjić acteur in o.a. ER
- Mira Furlan in o.a. Babylon 5 en Lost
- John Malkovich, Hollywood-acteur
- Stana Katic, Hollywood-actrice
- Ljubica Jović, actrice Das Fräulein

Bekende staatslieden
- Franjo Tuđman - politicus, soldaat
- Ante Starčević - politicus
- Nikola Šubić Zrinski - politicus, soldaat
- Fran Krsto Frankopan - politicus, schrijver
- Ban Josip Jelačić - politicus, soldaat
- Stjepan Radić - politicus

Bekende televisiepersoonlijkheden
- Robert Herjavec, zakenman

## Fotogalerij

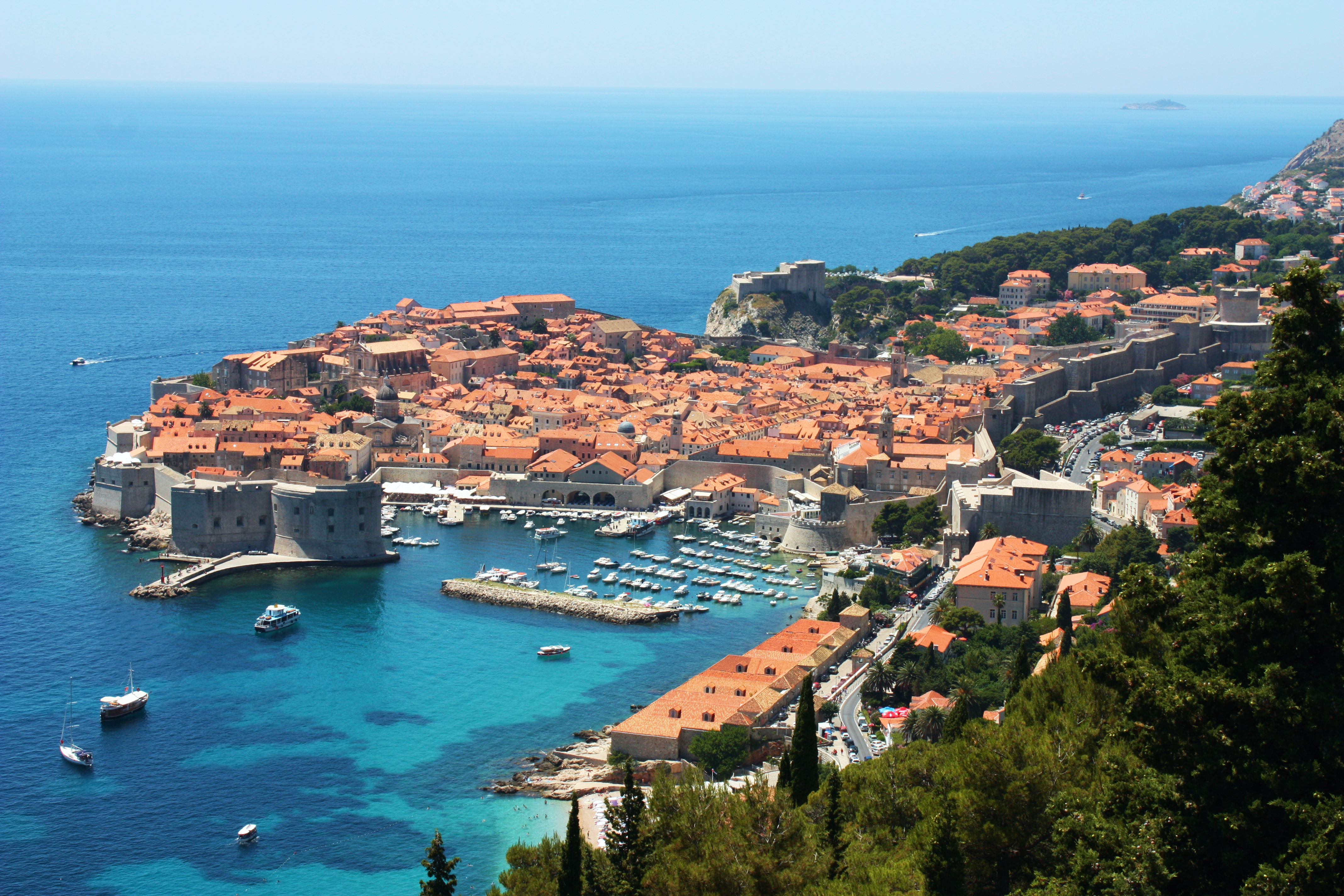
Dubrovnik
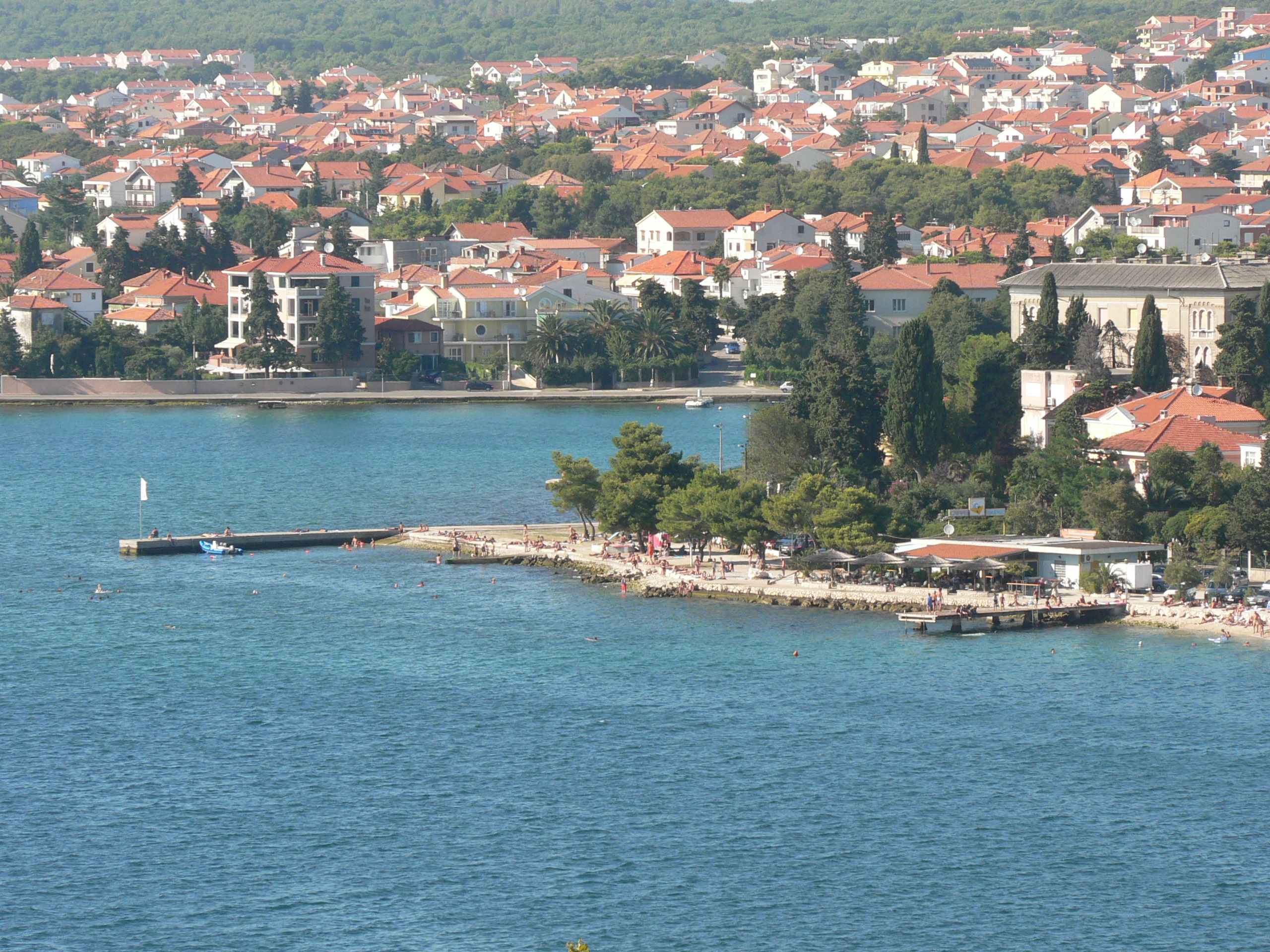
Zadar
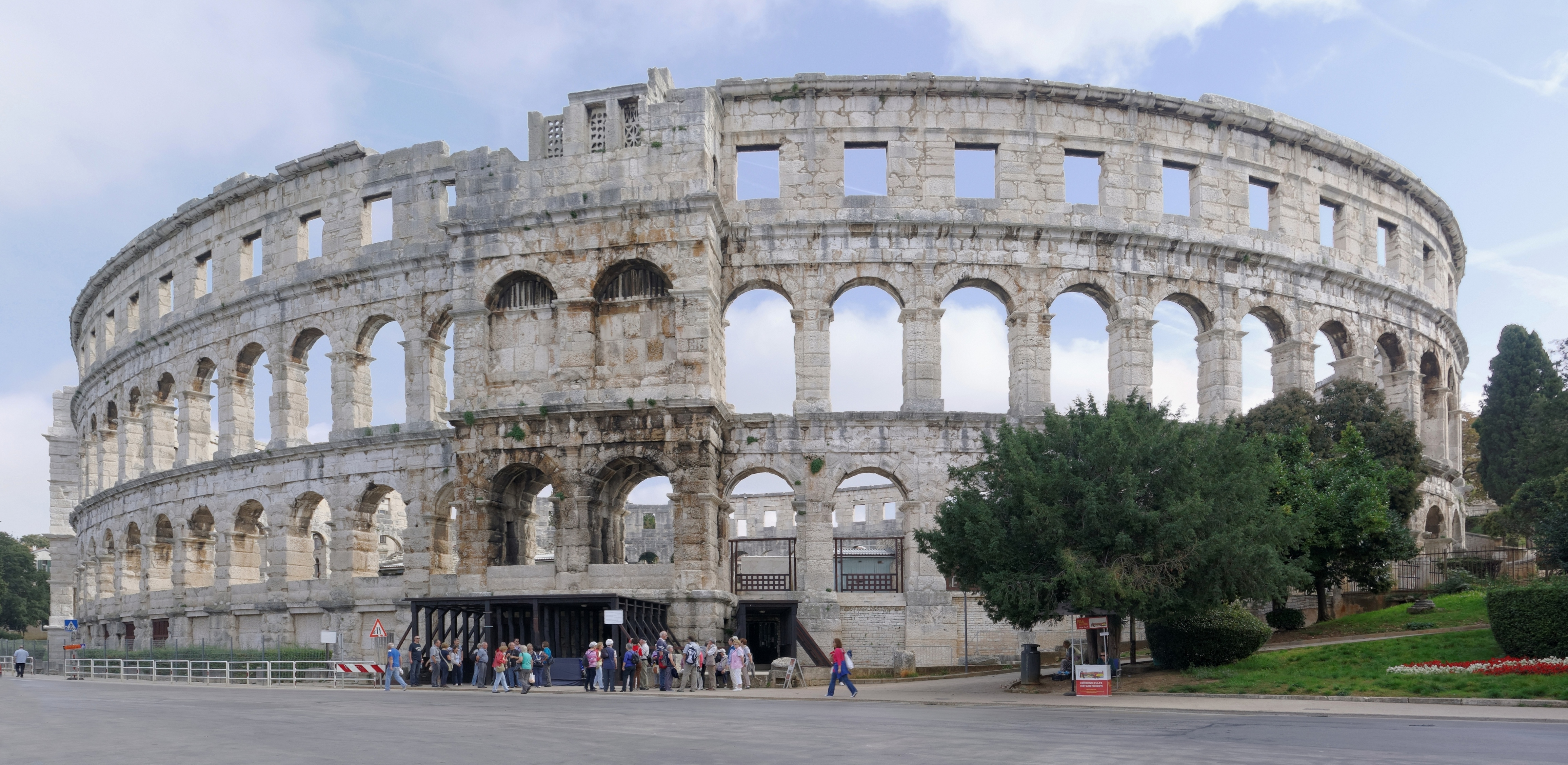
Pula
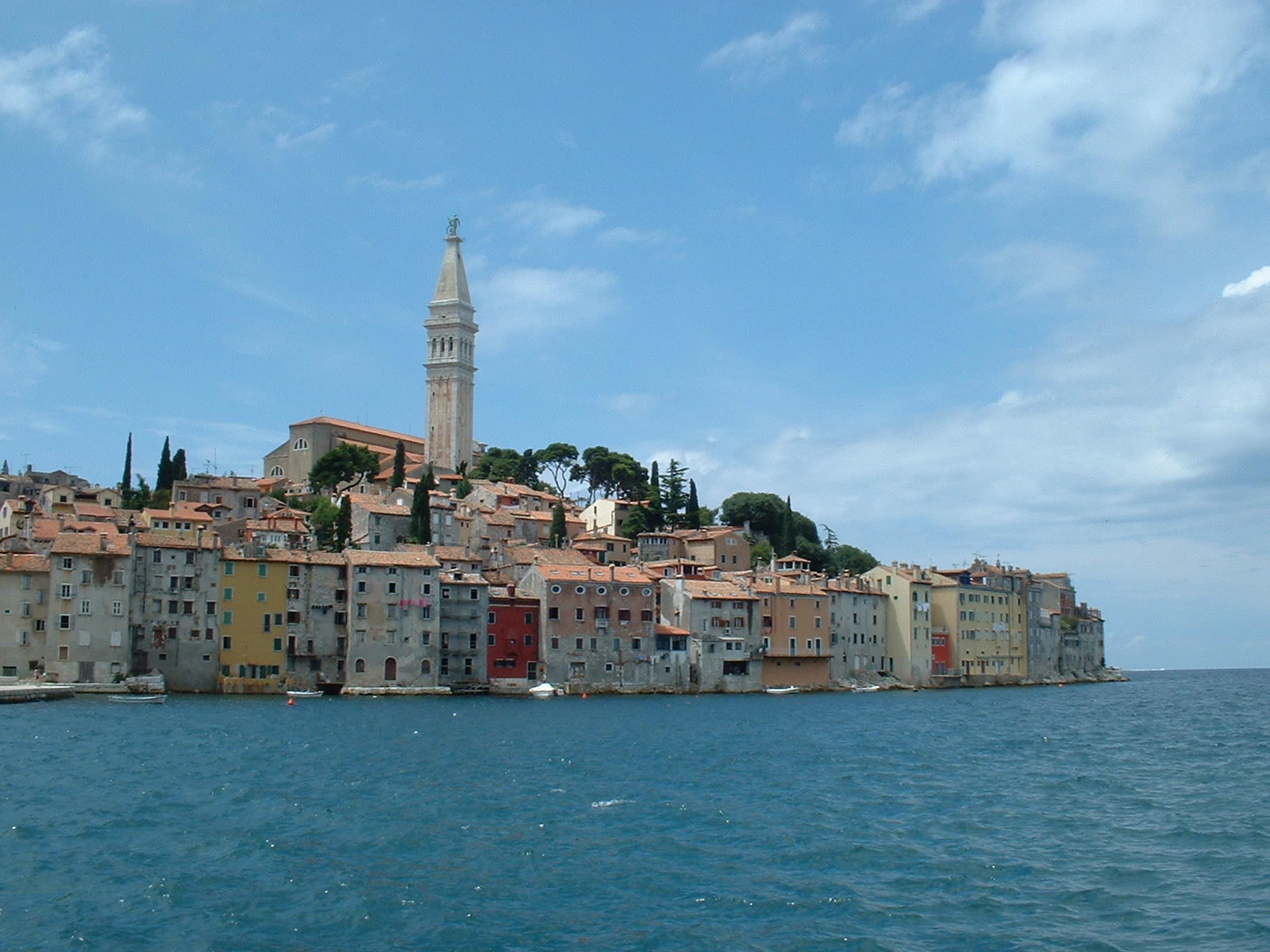
Rovinj
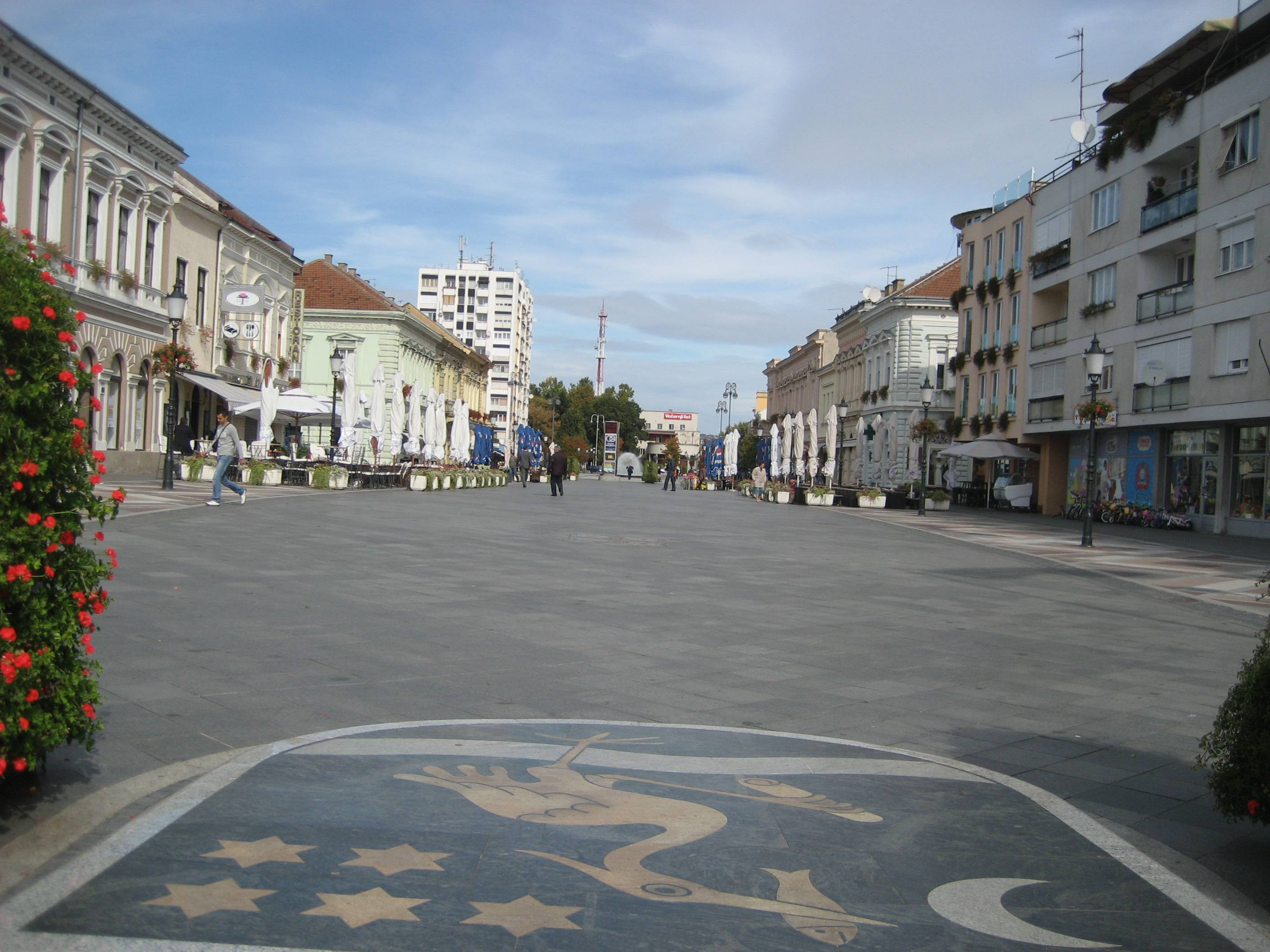
Slavonski Brod
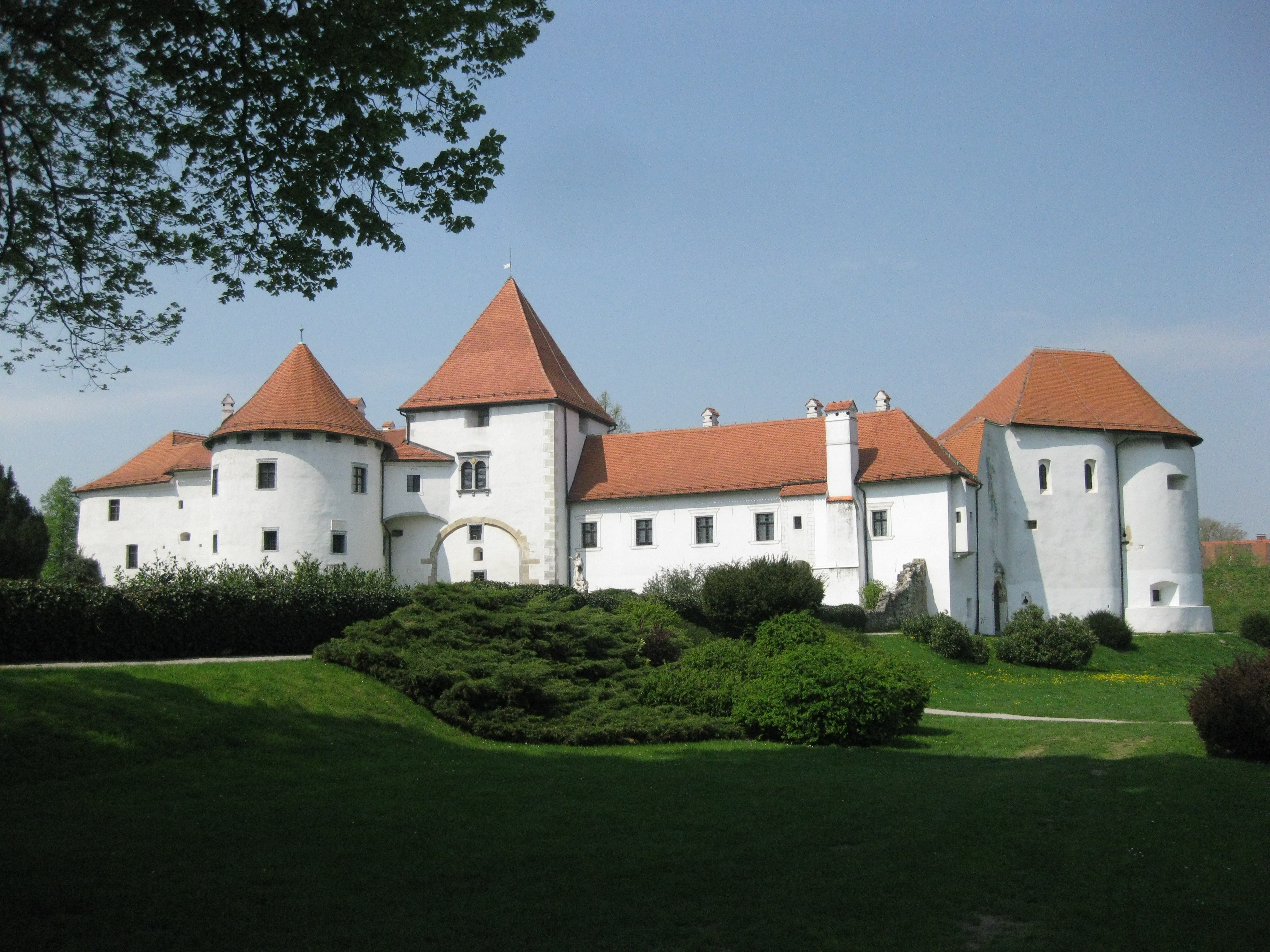
Varaždin
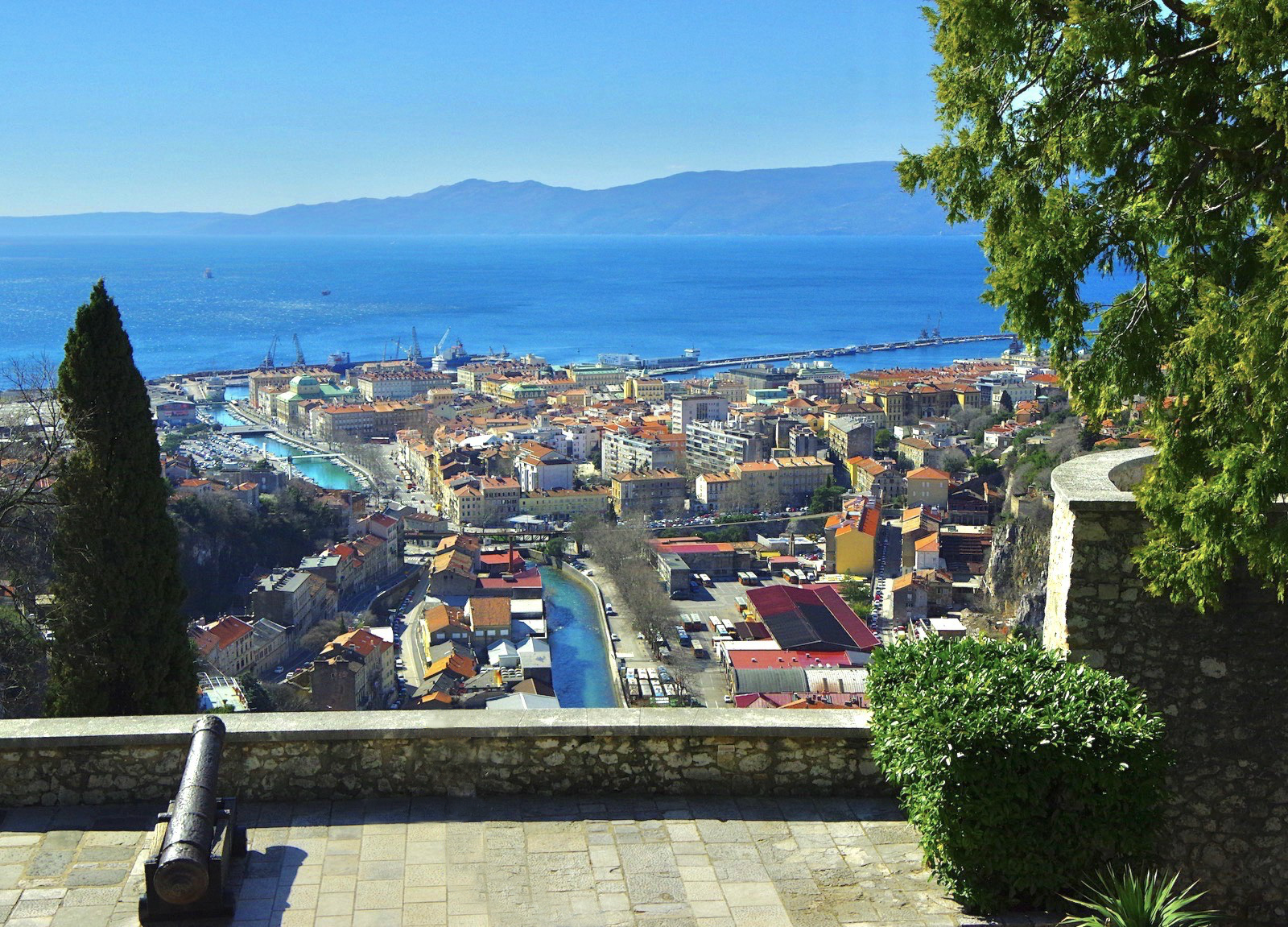
Rijeka